# Biserica de lemn din Voroveni

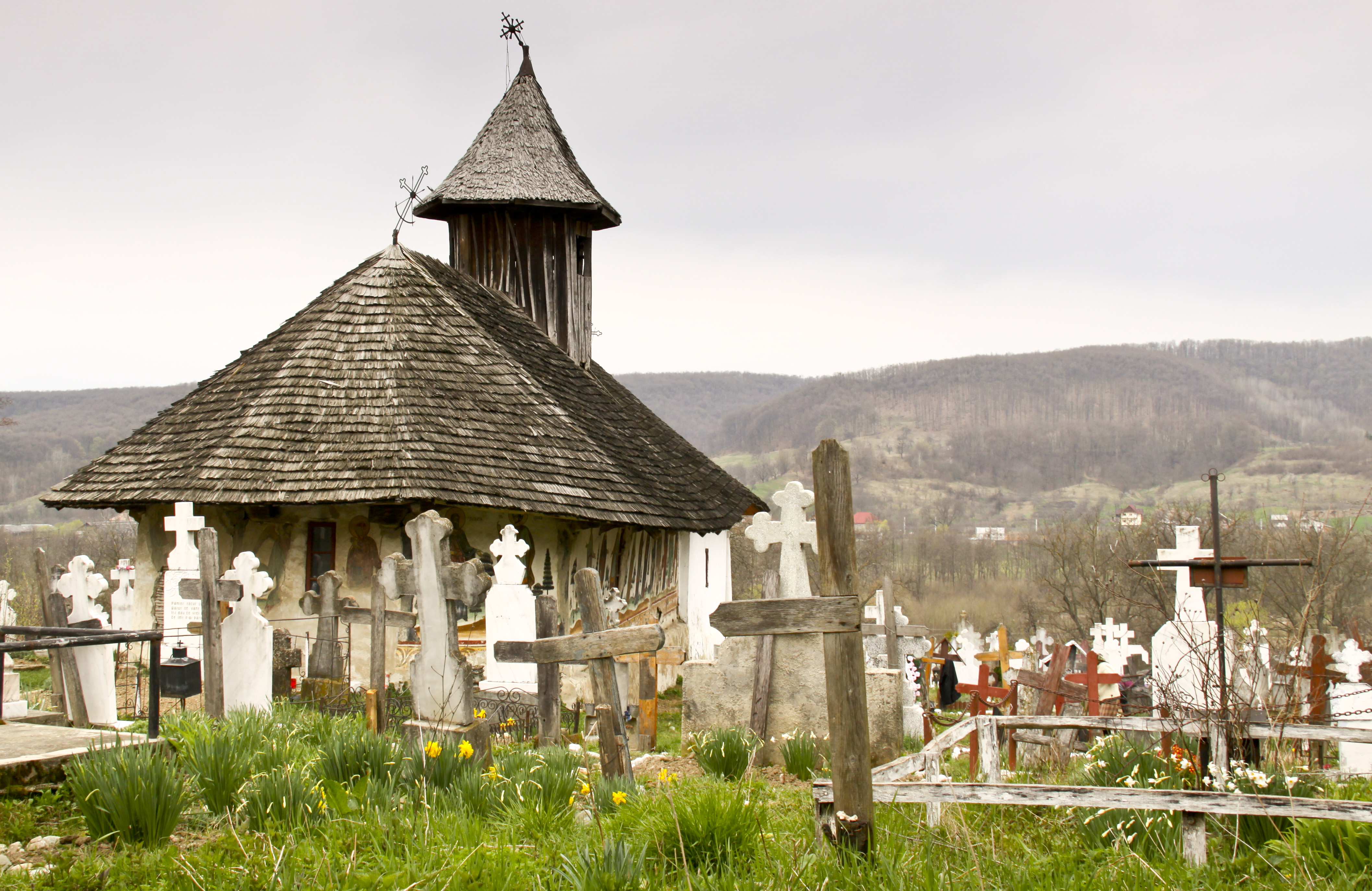
Biserica de lemn din Voroveni, județul Argeș. Foto: aprilie 2011

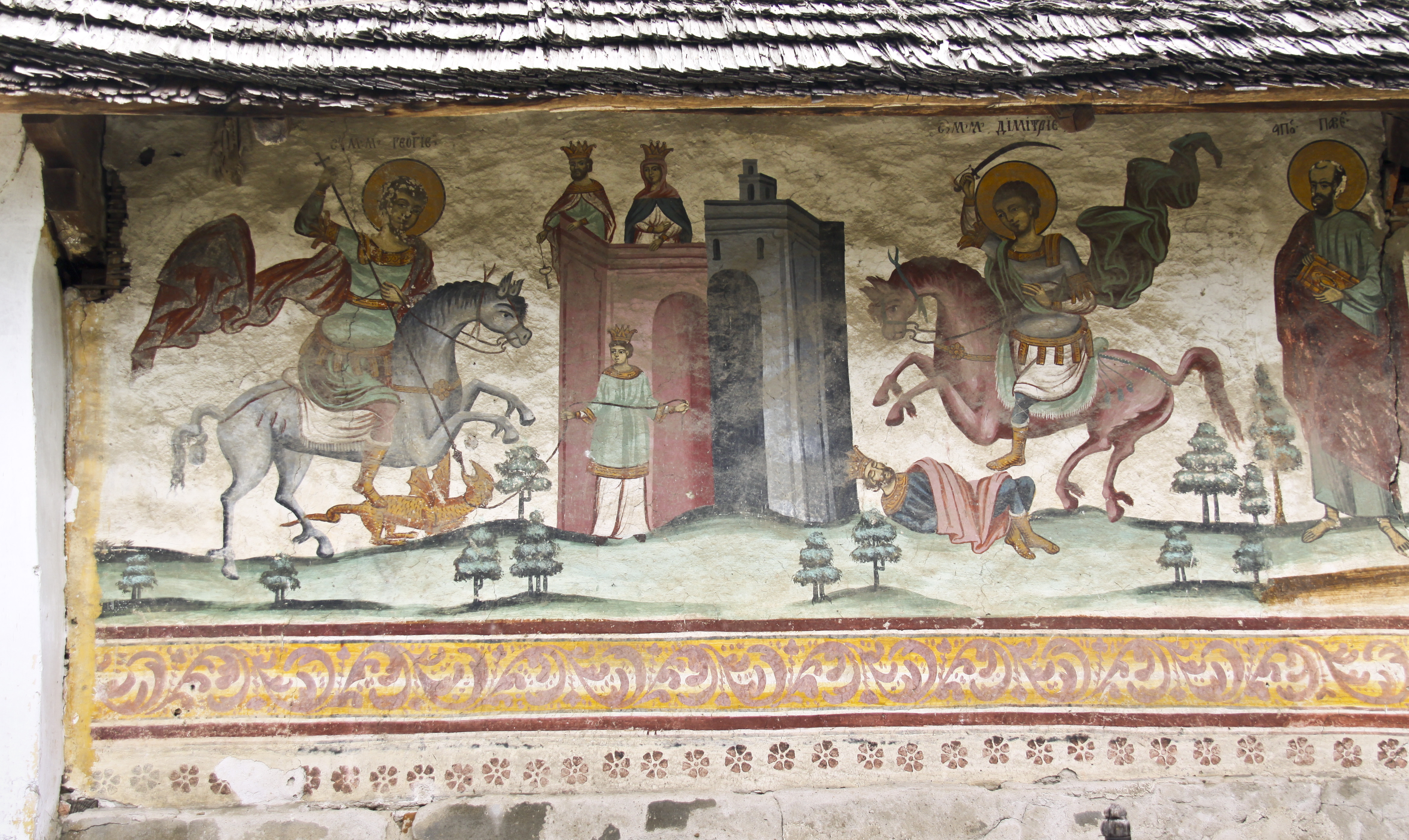
Pictura murală exterioară de la 1846, naos, sud. Foto: aprilie 2011

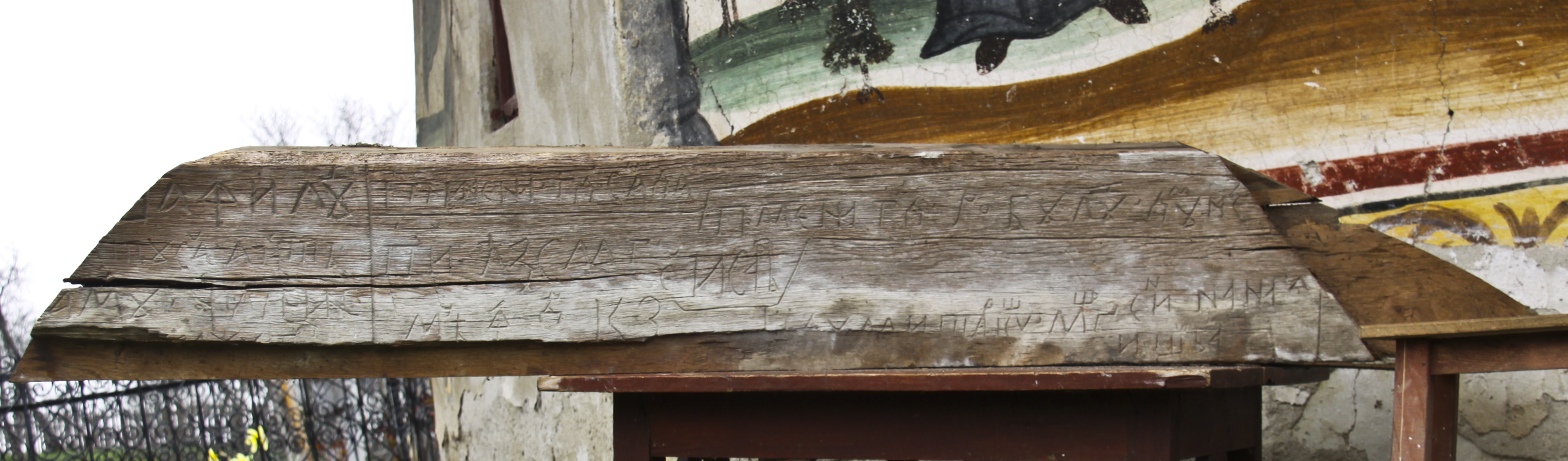
Fragmentul pisaniei de la anul 7243. Foto: aprilie 2011

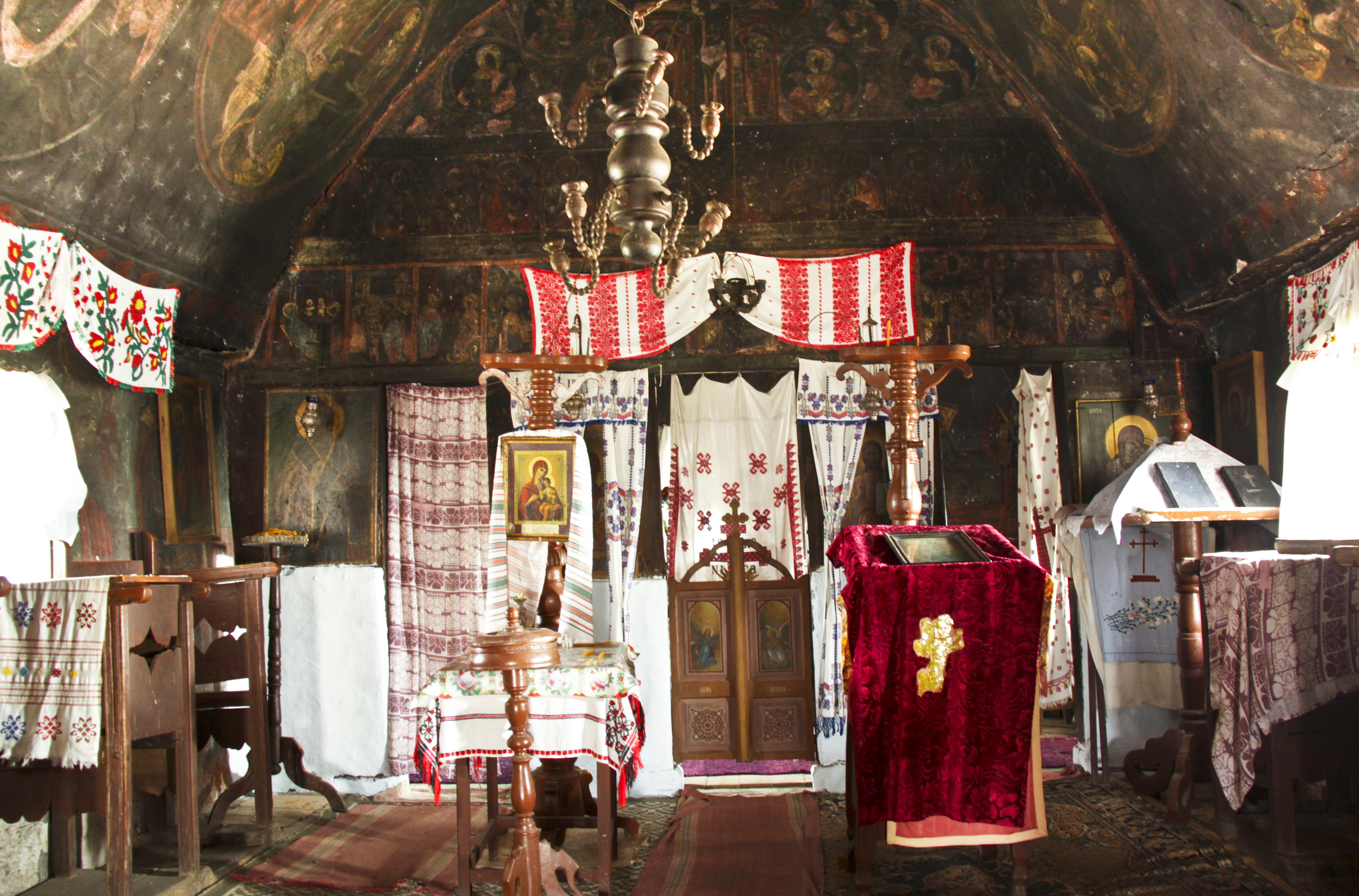
Interiorul naosului, iconostasul. Foto: aprilie 2011

Biserica de lemn din Voroveni, comuna Davidești, județul Argeș, poartă hramul „Adormirea Maicii Domnului” și este datată din anul 7243 al erei bizantine, adică anul 1735 după Christos. Se distinge prin structura de lemn veche, planul terminat asimetric, în unghi, la altar, și pisania cu datare. Lăcașul păstrează un veșmânt de zugrăveală exterioară și interioară de bună calitate și valoare artistică, păstrat în condiții bune, datat la 1846 și semnat de zugravul Voicu din Pitești. Biserica este înscrisă pe noua listă a monumentelor istorice, LMI 2004:  AG-II-m-B-13853.

## Istoric
Momentul ridicării bisericii de lemn din Voroveni este însemnat pe o grindă tăiată din fostul perete de la intrare. Pisania se păstrează fragmentar iar textul în română, scris cu chirilice, se poate citi în prima parte astfel: „ ... și a fi[u]lui ... [făcu]tusau această ... [hr]amul Uspenie ... ajutor ...”. În partea a doua, separată de prima printr-o linie verticală pentru a scurta lungimea rândurilor și ușura lectura, se pot citi următoarele: „i pomeni g[ospo]di Sanda i pomeni g[ospo]di robu lui Dumnez[eu] eu Isaea i Dumitrașcu meașter sin Iania i Șurban pi[s] leat 7243 m[esi]țea f[ebruarie] dn 27
Leatul (anul) erei bizantine se traduce prin anul 1735 al erei noastre. Ctitorii lăcașului sunt, printre alții, Sanda și Isaia, meșterul dulgher a fost Dumitrașcu fiul lui Iania, iar Șurban a fost probabil tot dulgher.
În anul 1846 structura bisericii a fost îmbrăcată în interior și pe exterior în gard de nuiele, apoi a fost tencuită și zugrăvită. Datarea se găsește pe latura de nord-est a altarului, cu litere de o șchioapă: „1846”. Tot atunci a fost zidită și proscomidia în altar, iar pomelnicul pictat aici surprinde actorii importantelor schimbări. Sub cei vii, pe coloana stângă, apare semnul marelui meșter zugrav, indicând că „Ecaterina, Costea, Ioan, Maria, Iulia” sunt membrii familiei zugravului. Meșterul însuși se semnează pe peretele opus al nișei proscomidiei: „Voicu zugravu [ot] Pitești”. La Pomelnic, pe coloana dreaptă, la vii, sunt trecuți foarte posibil membrii familiei preotului:„Enache pr[eotul], Dobra erița, Elenca, Costandin”.
După tragedia incendiului de la biserica de lemn din Costeștii Vechi în anul 1930, când au căzut victimă mulți copii, au fost alterate multe biserici de lemn din zona Argeșului. În anul 1935, biserica din Voroveni a fost extinsă spre apus cu o tindă și un privor de zid. Ferestrele au fost lărgite iar la altar a fost deschisă o ușă suplimentară, de evacuare. În acest șantier au fost demolați pereții transversali de la intrare și dintre tinda veche și naos.
Acoperișul de șiță a fost reparat în 1966 iar în 1972 au avut loc alte reparații necesare.

## Trăsături
Construcția constă dintr-o parte veche, de lemn, cu tindă, naos și altar, cercuită, tencuită și zugrăvită, și o parte nouă, spre vest, ridicată din zid pentru a adăposti o tindă nouă și un pridvor nou.
Zugrăveala exterioară cu apostoli, prooroci, sfinți mucenici și scene biblice se deschide ca o carte viu colorată către cimitir și spre împrejurimi.

## Imagini din exterior

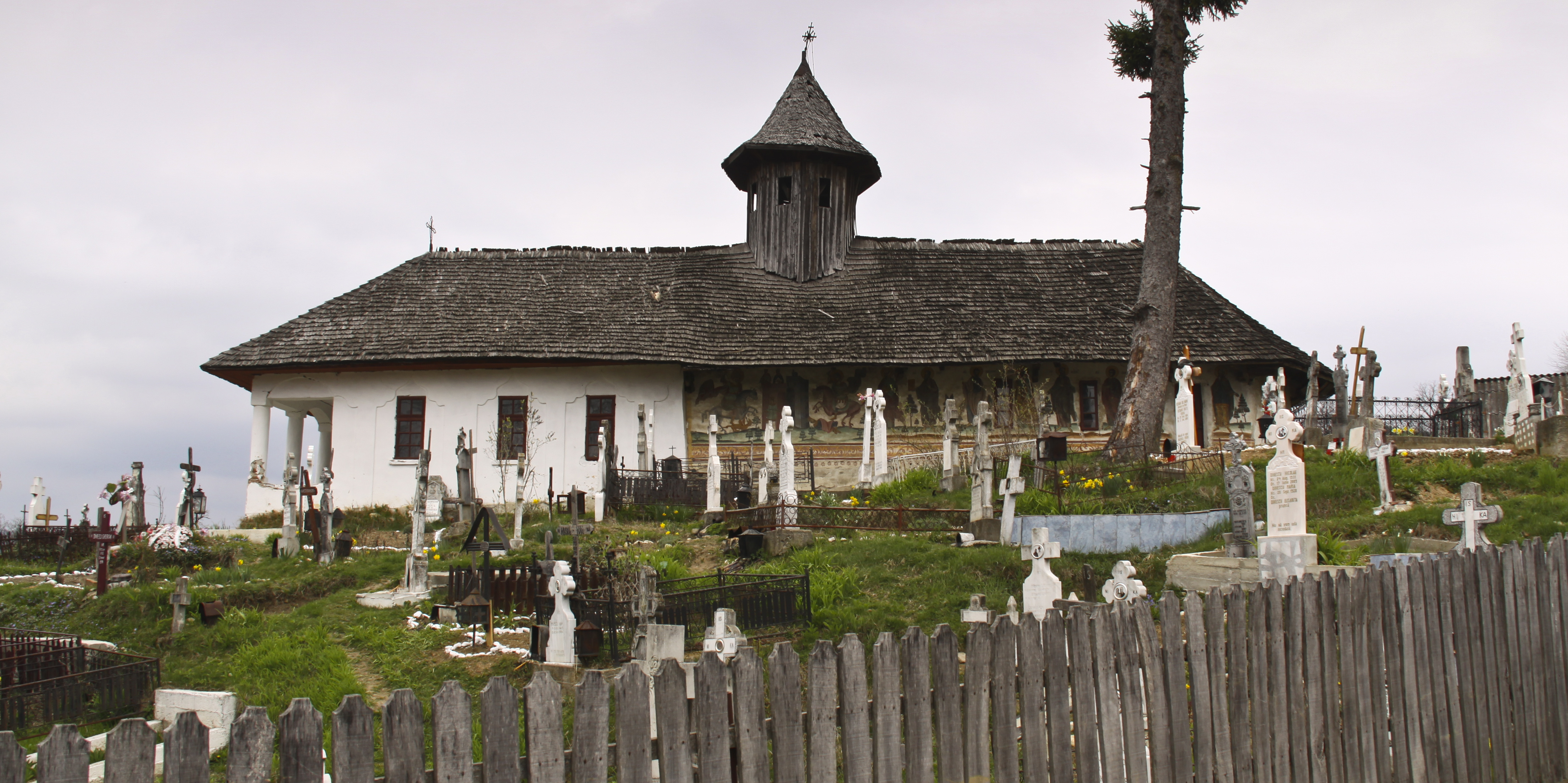
sud
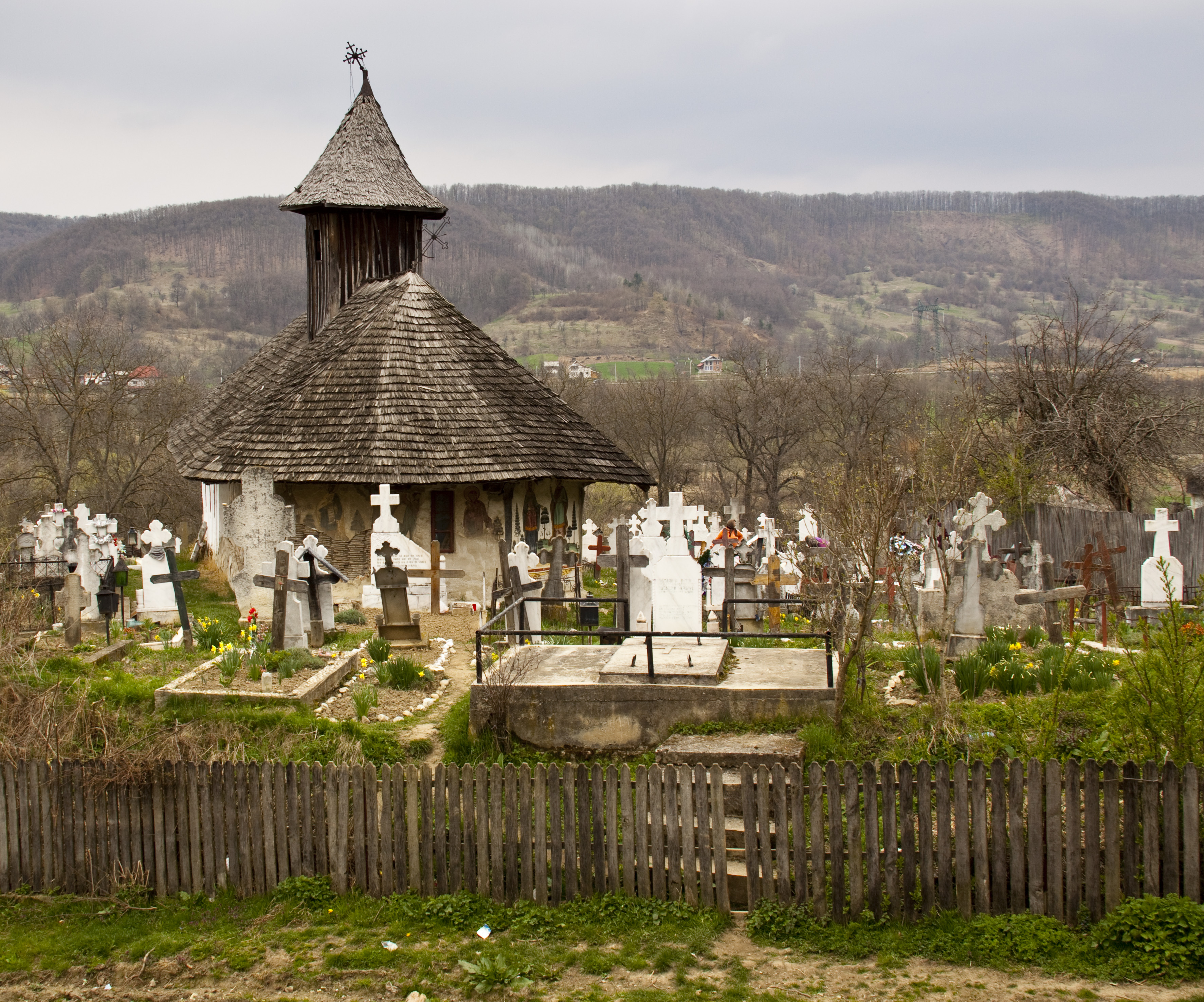
la răsărit
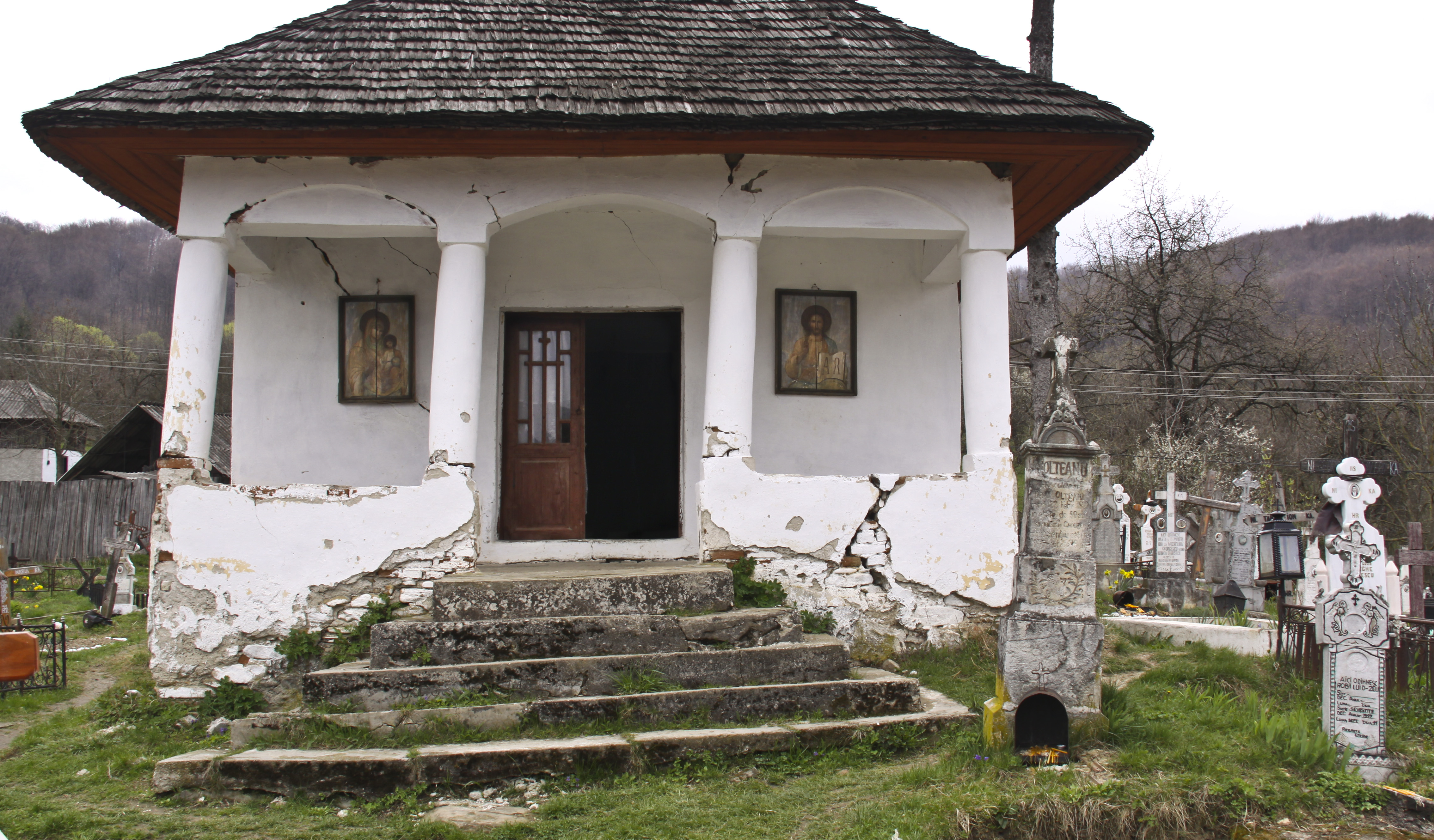
intrarea dinspre apus
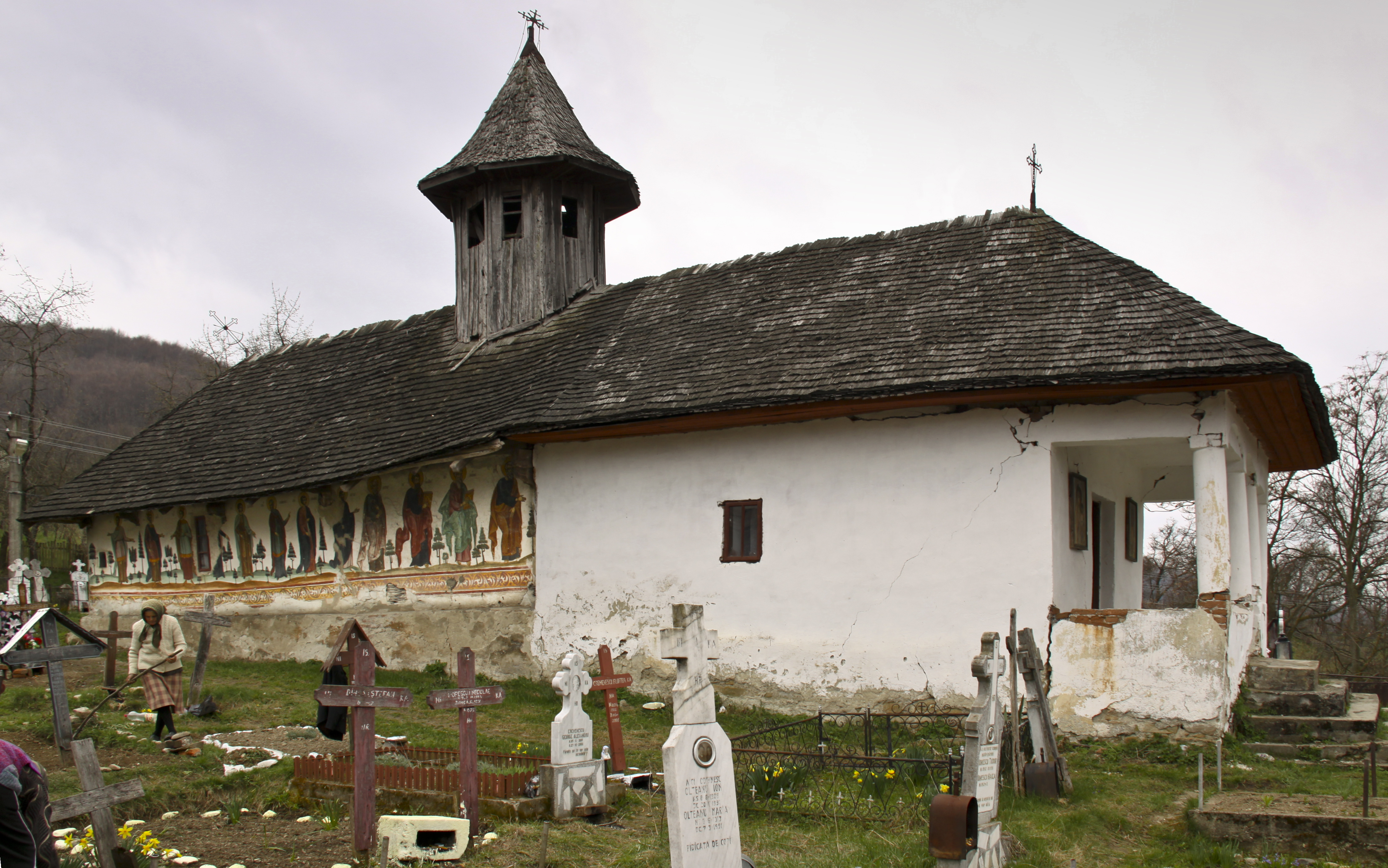
nord-vest
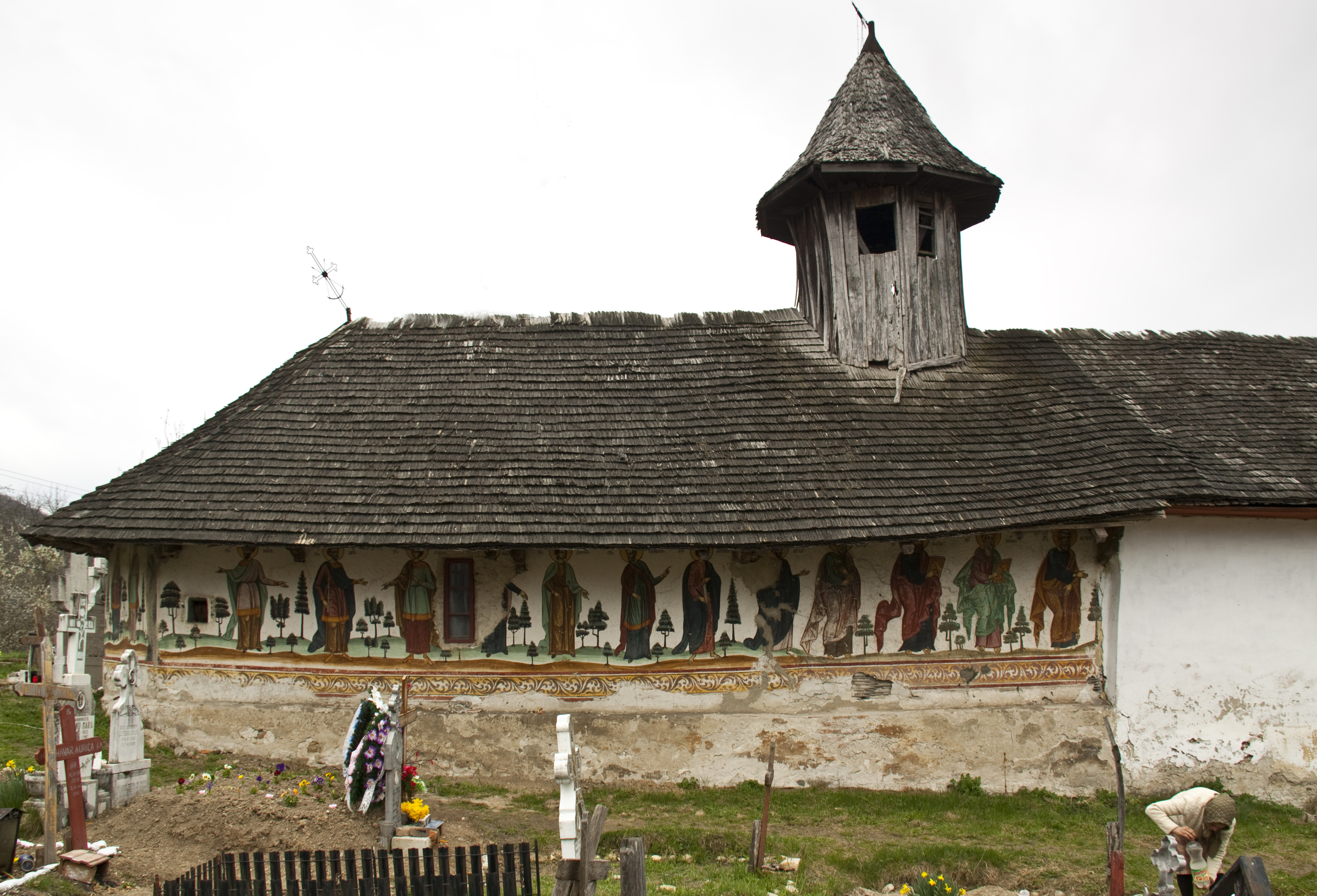
nord, partea veche
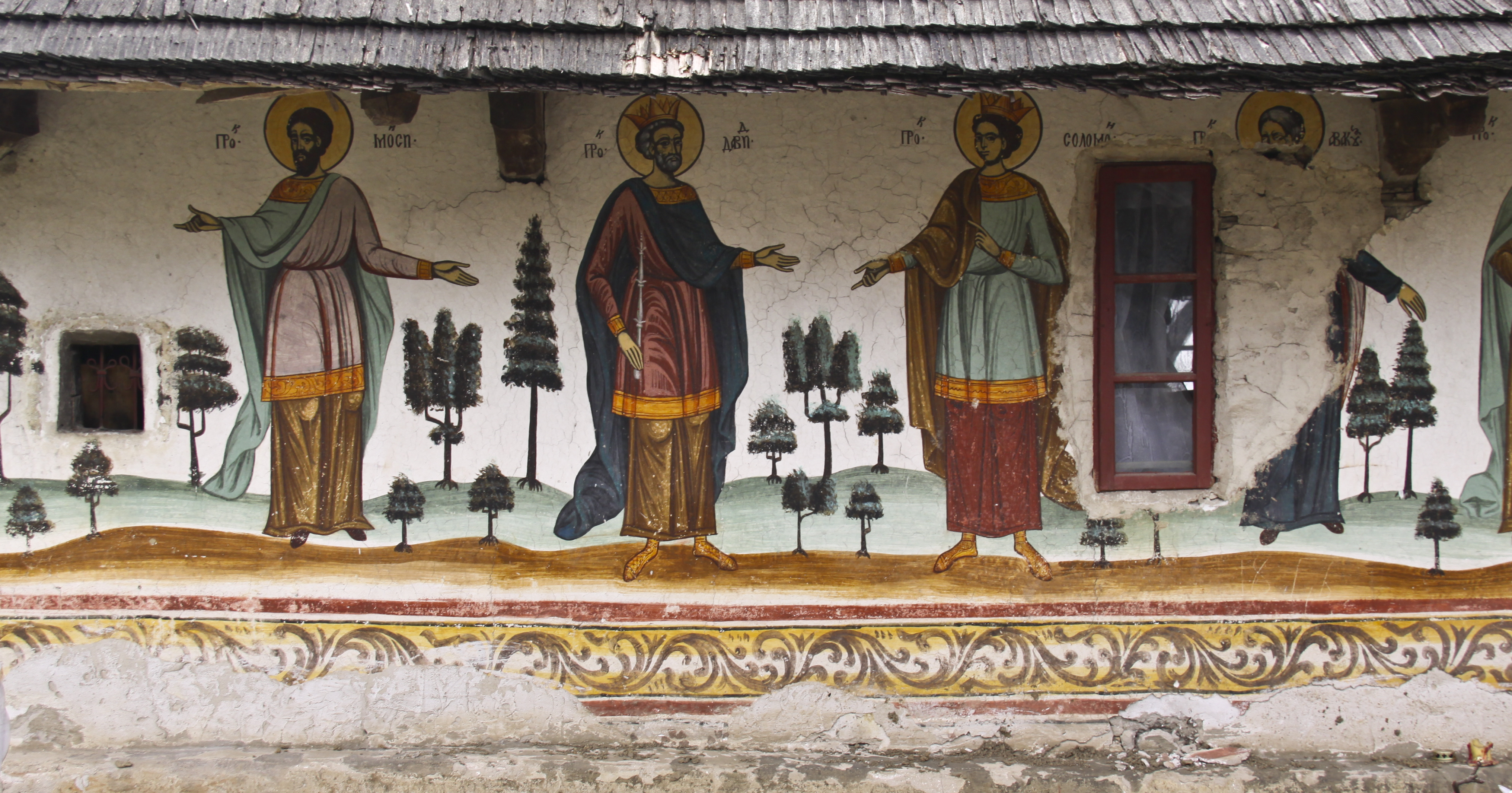
nord, naos, proorocii
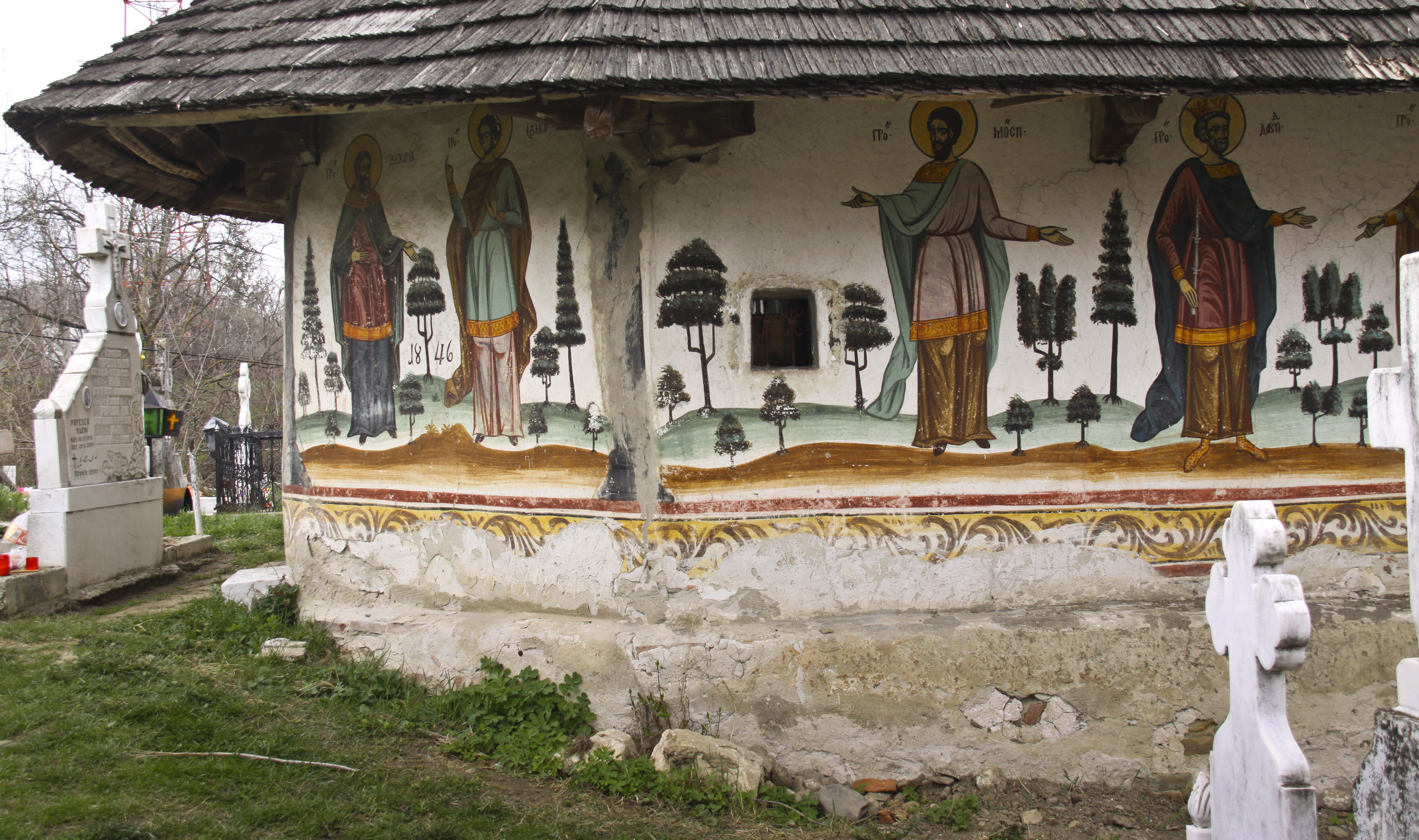
nord, altar
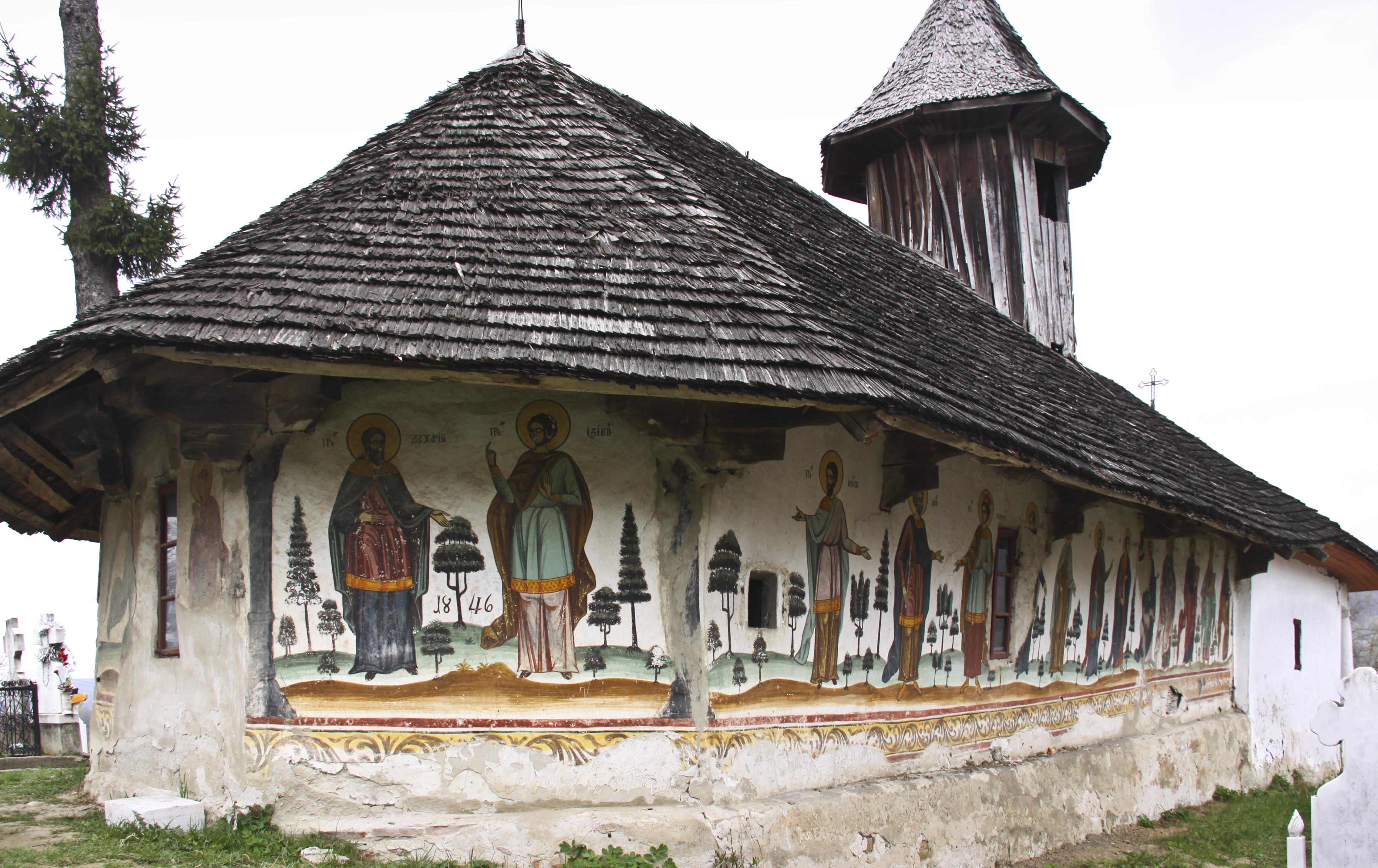
nord-est
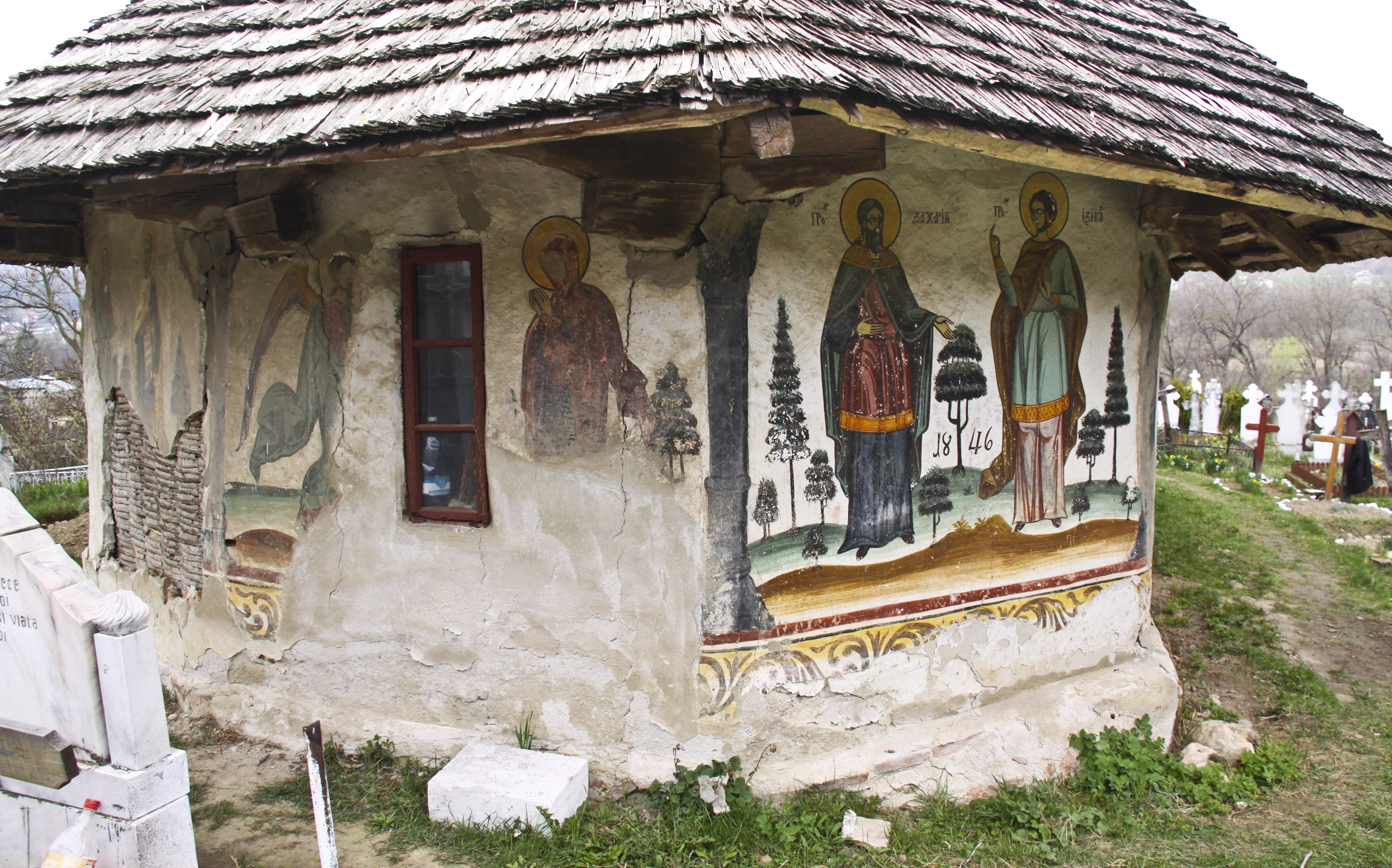
„Bunavestire” şi prooroci pictaţi în dosul altarului
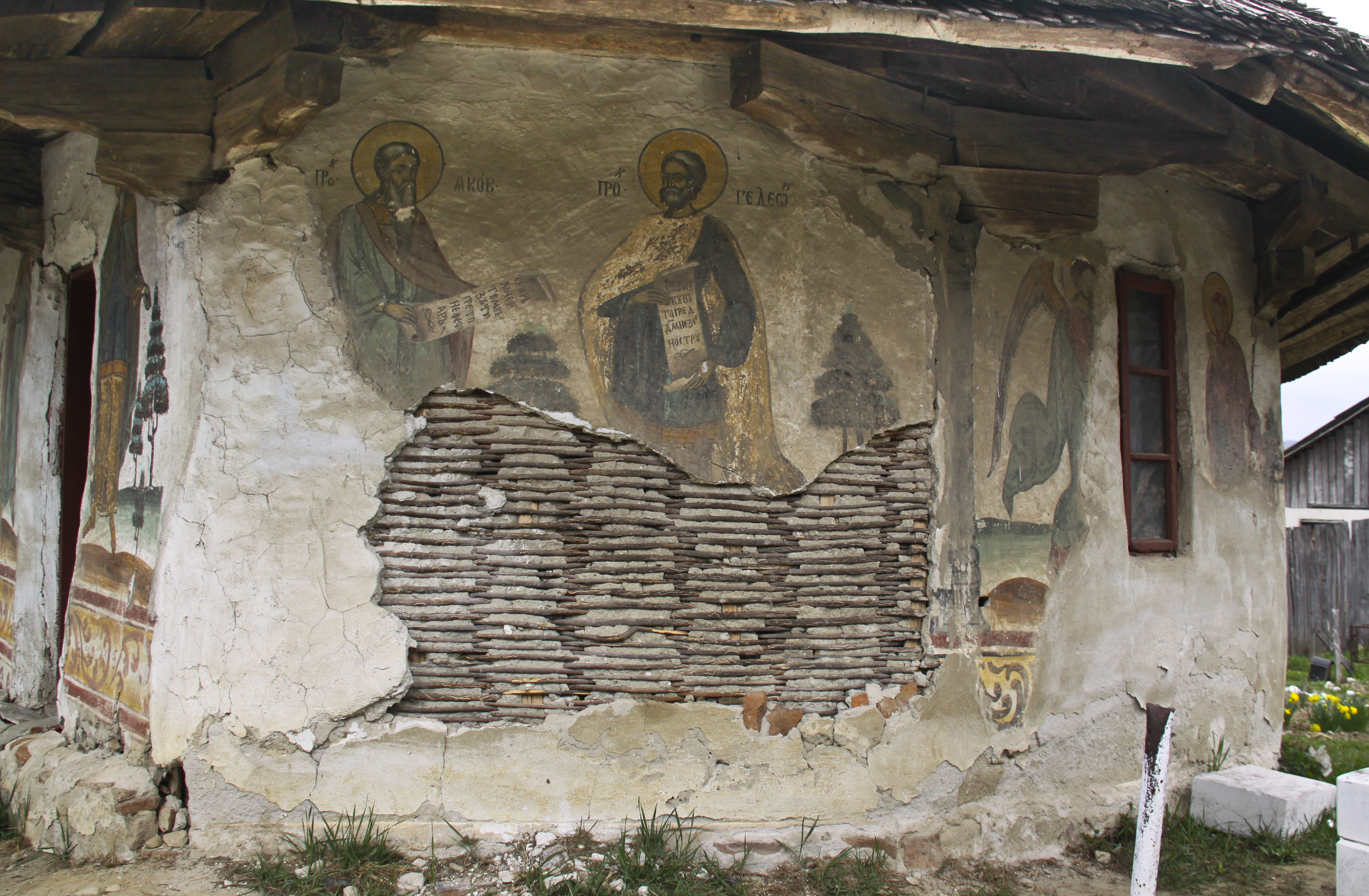
sud-est, altar
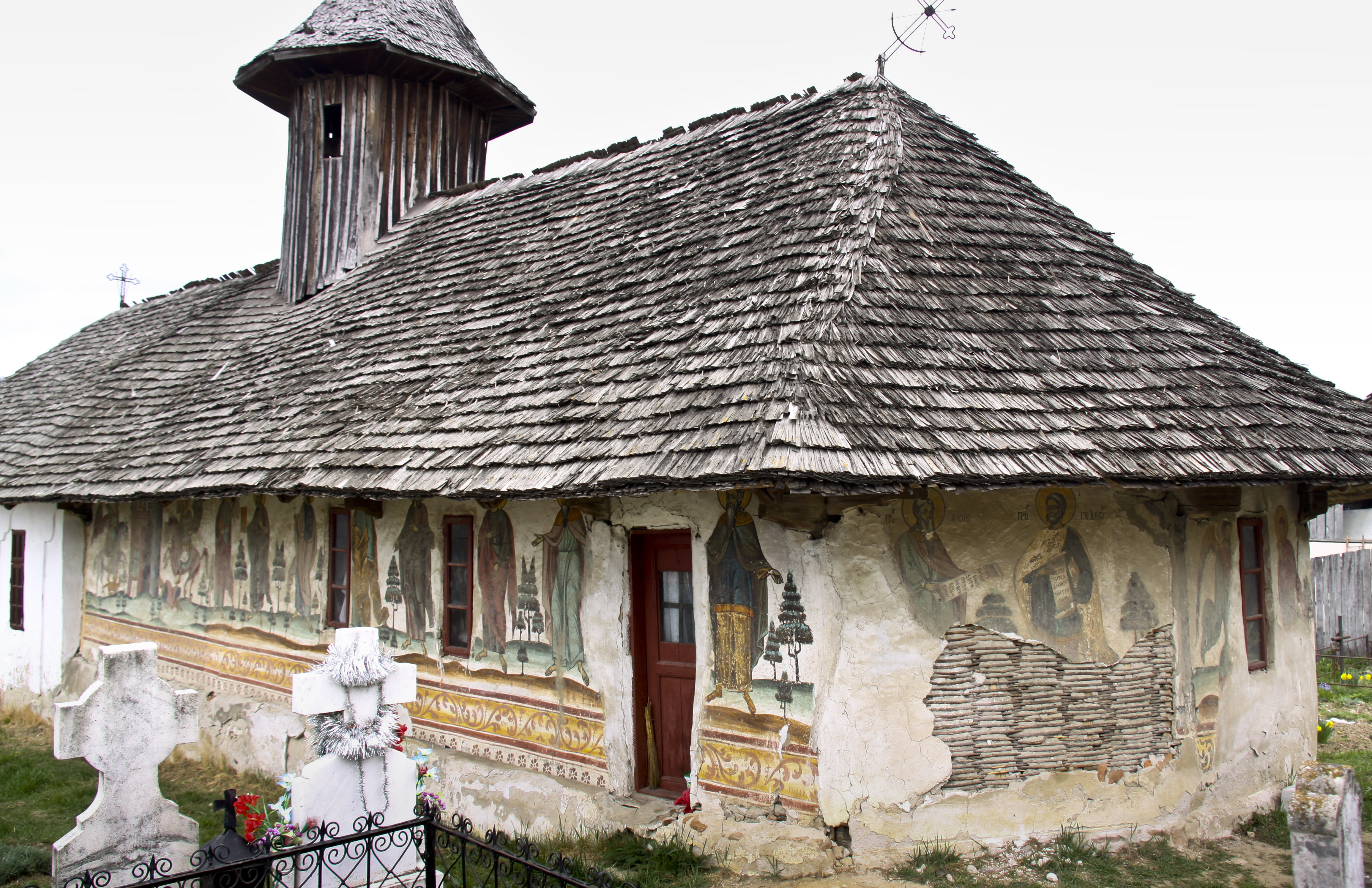
sud-est
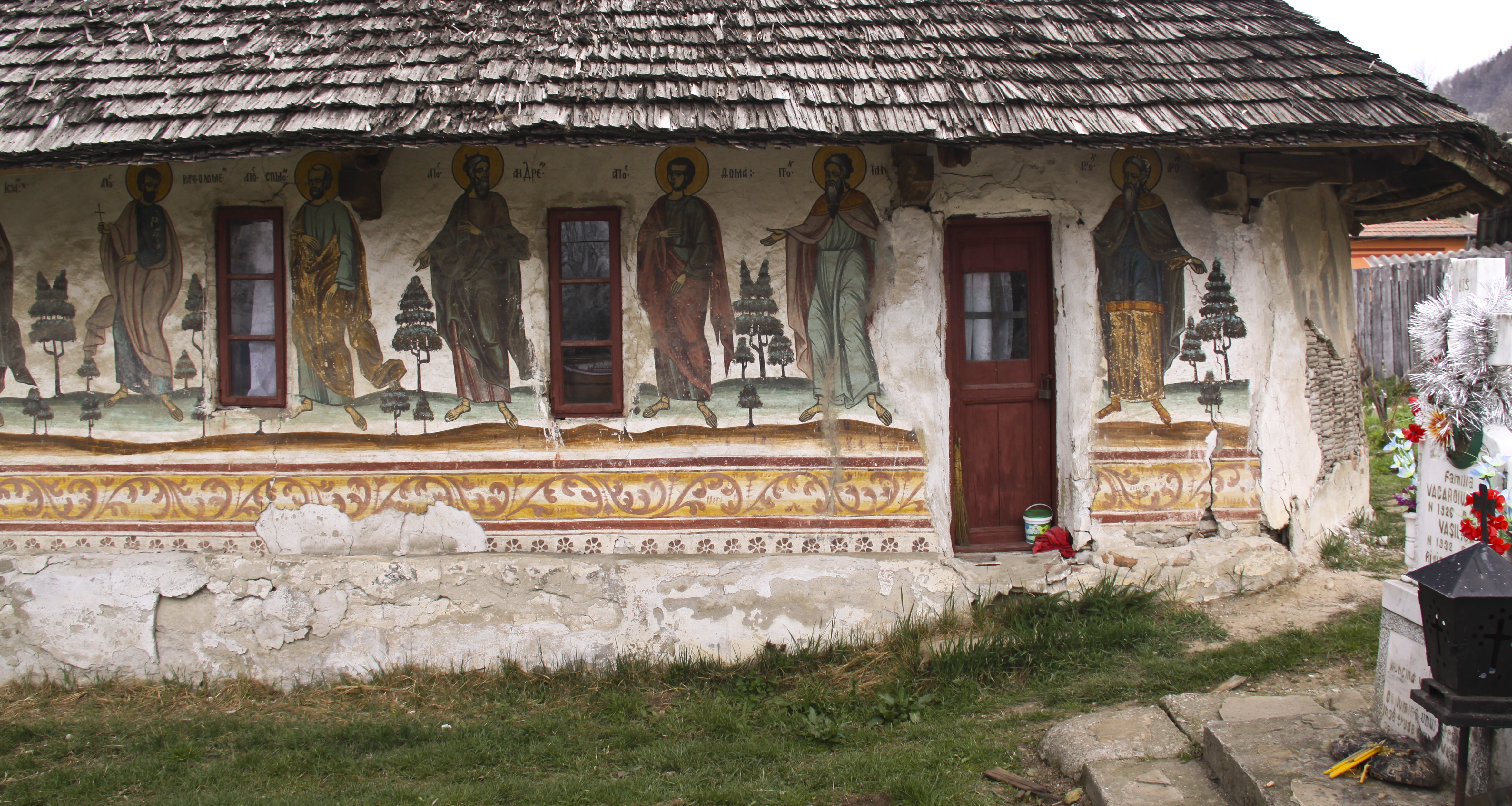
sud, apostolii
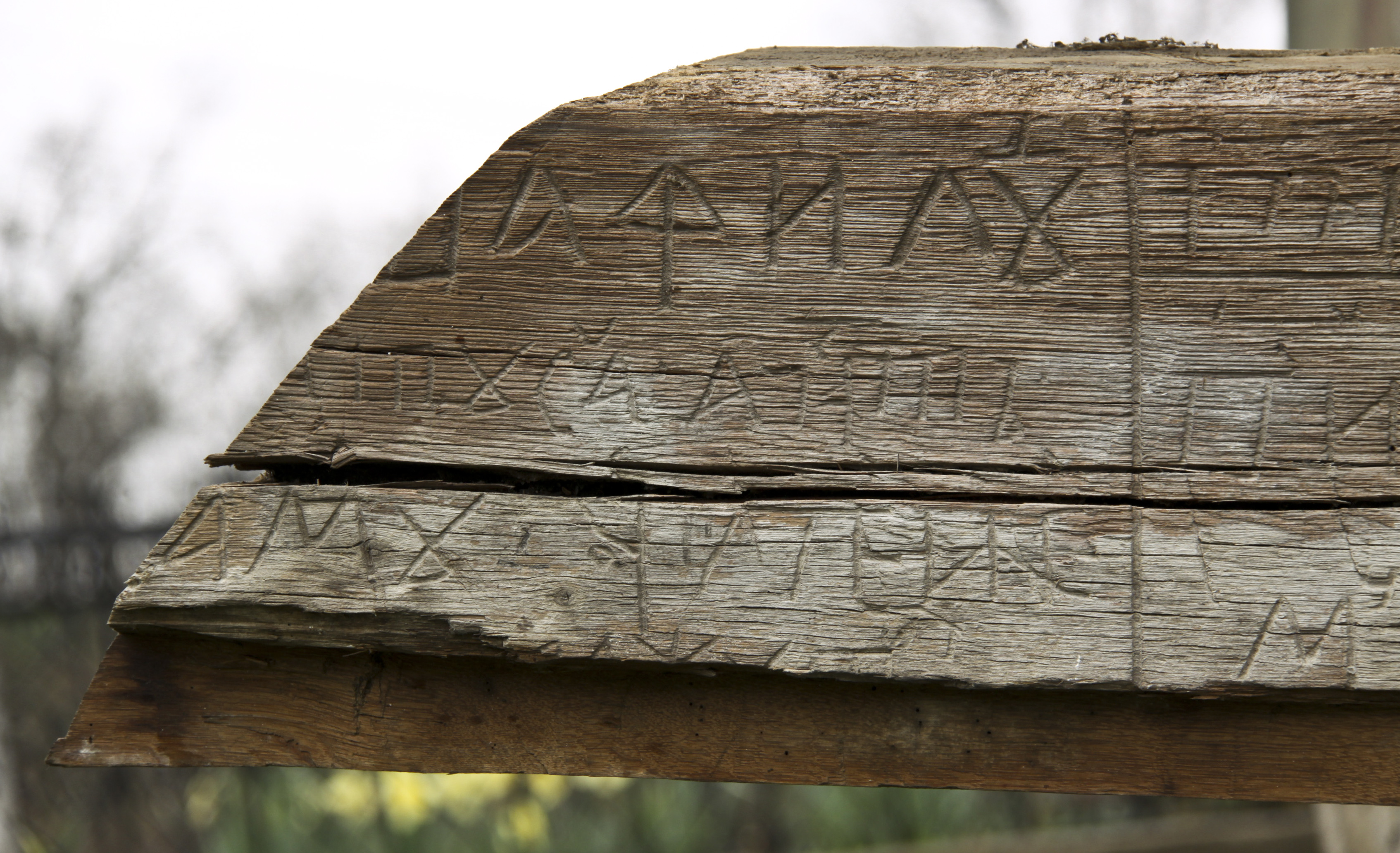
fragment pisanie 1735
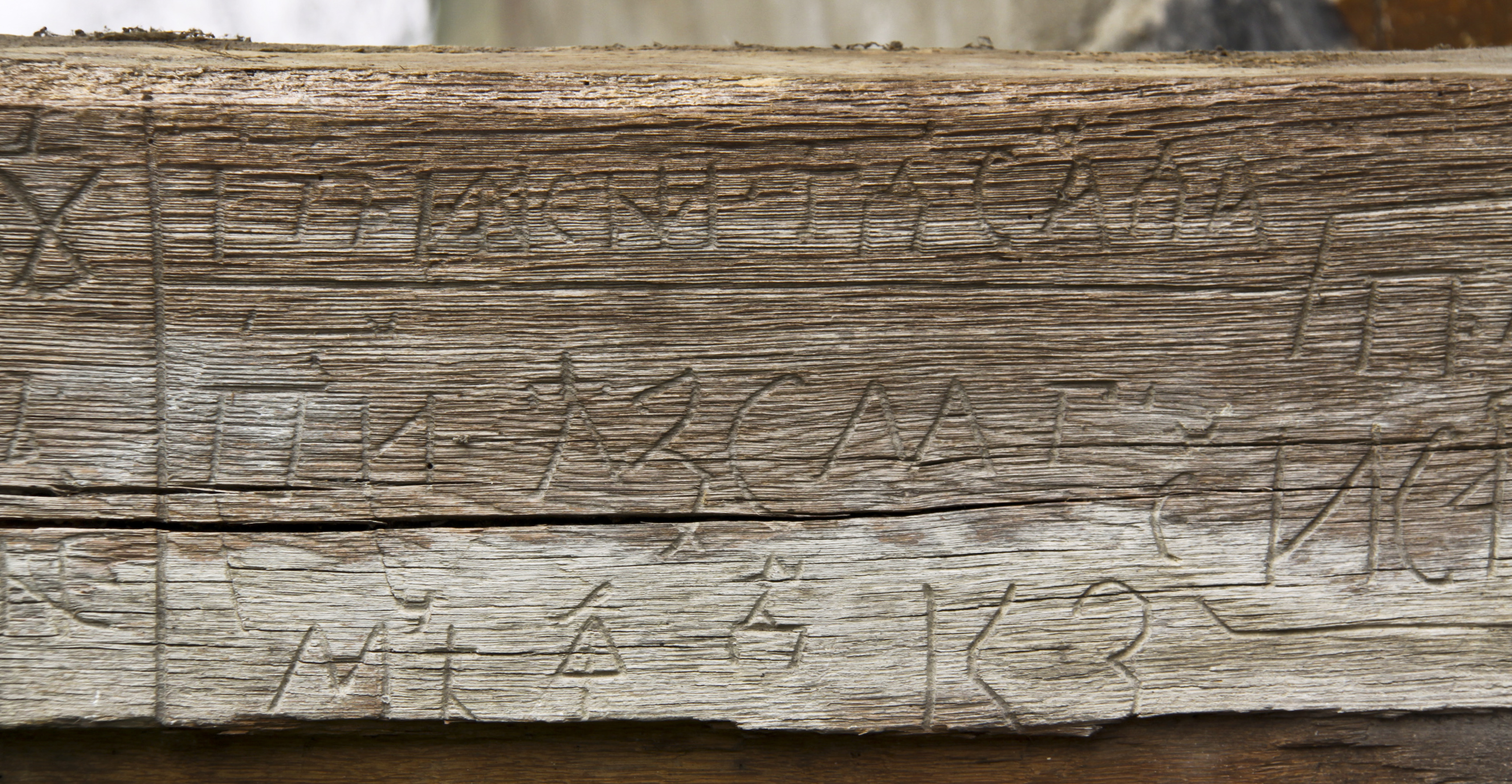
fragment pisanie 1735
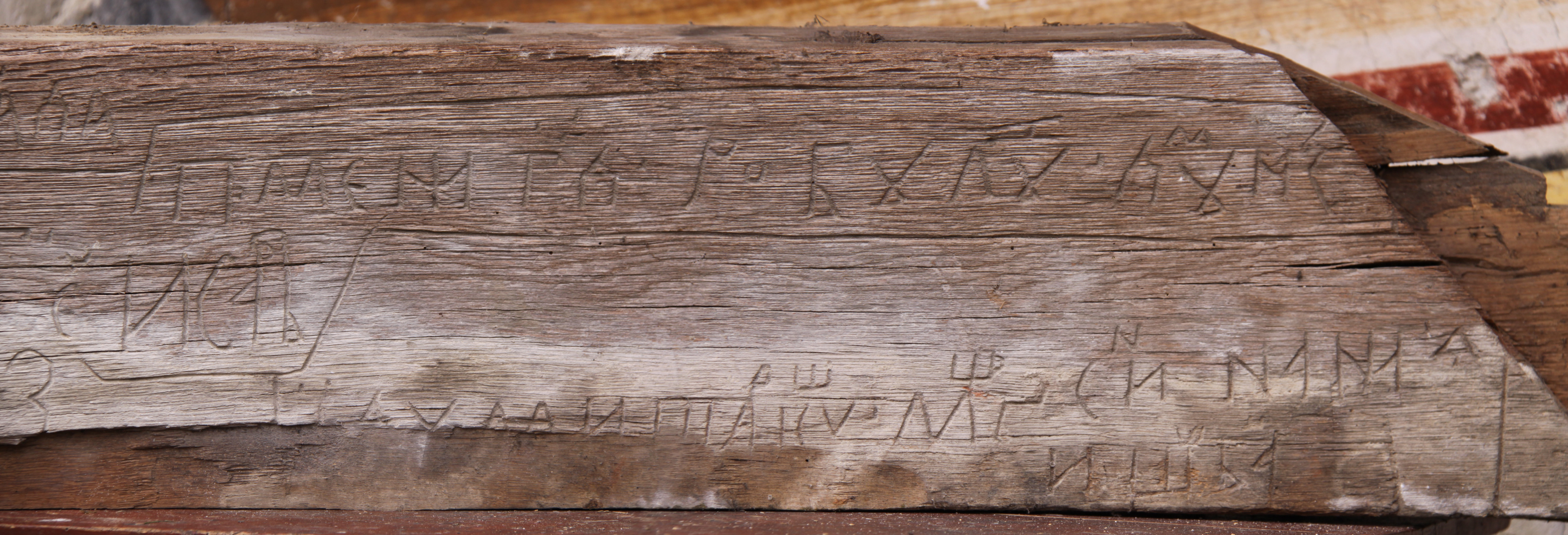
fragment pisanie 1735

## Imagini din interior

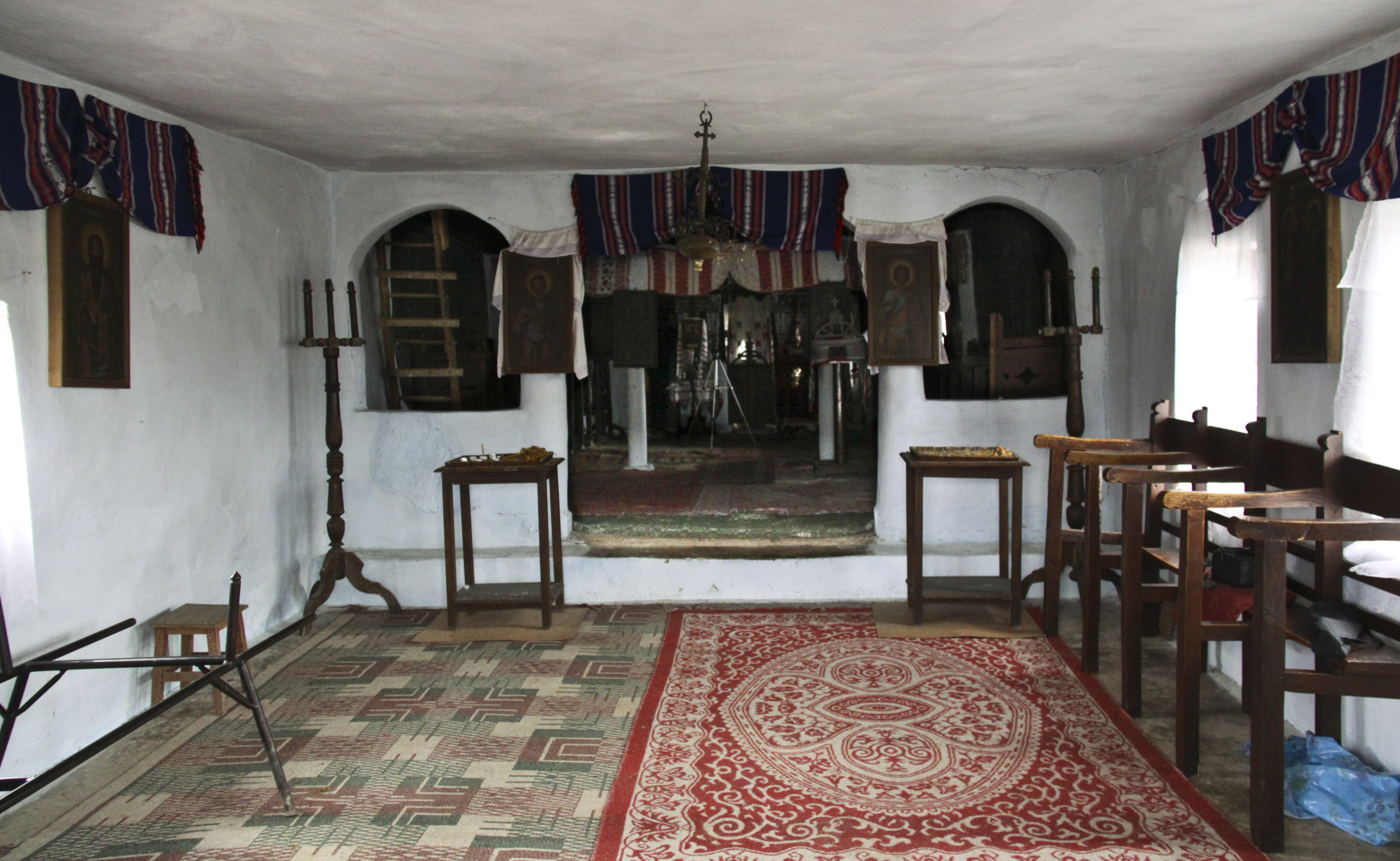
tinda nouă
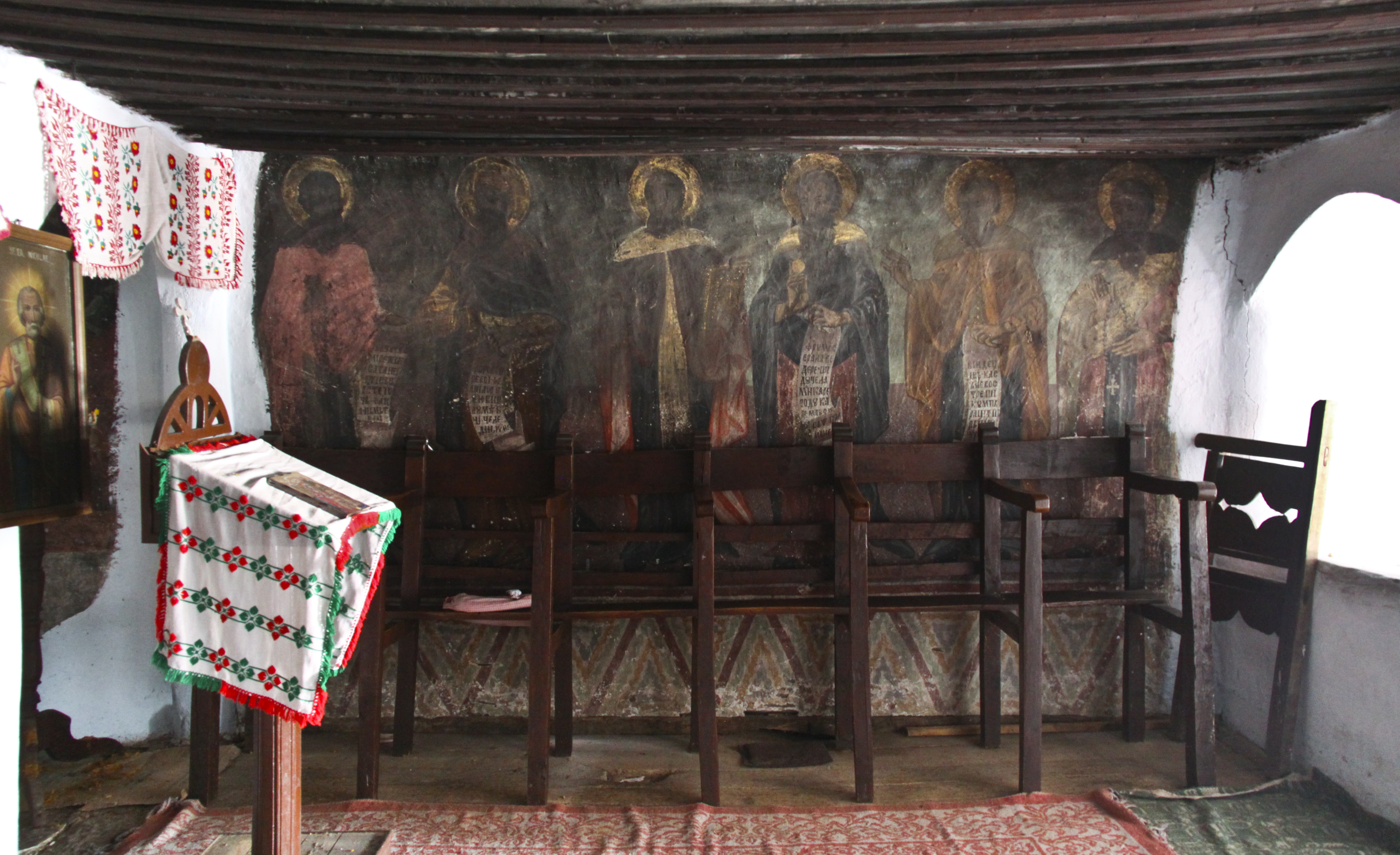
tinda veche, sud
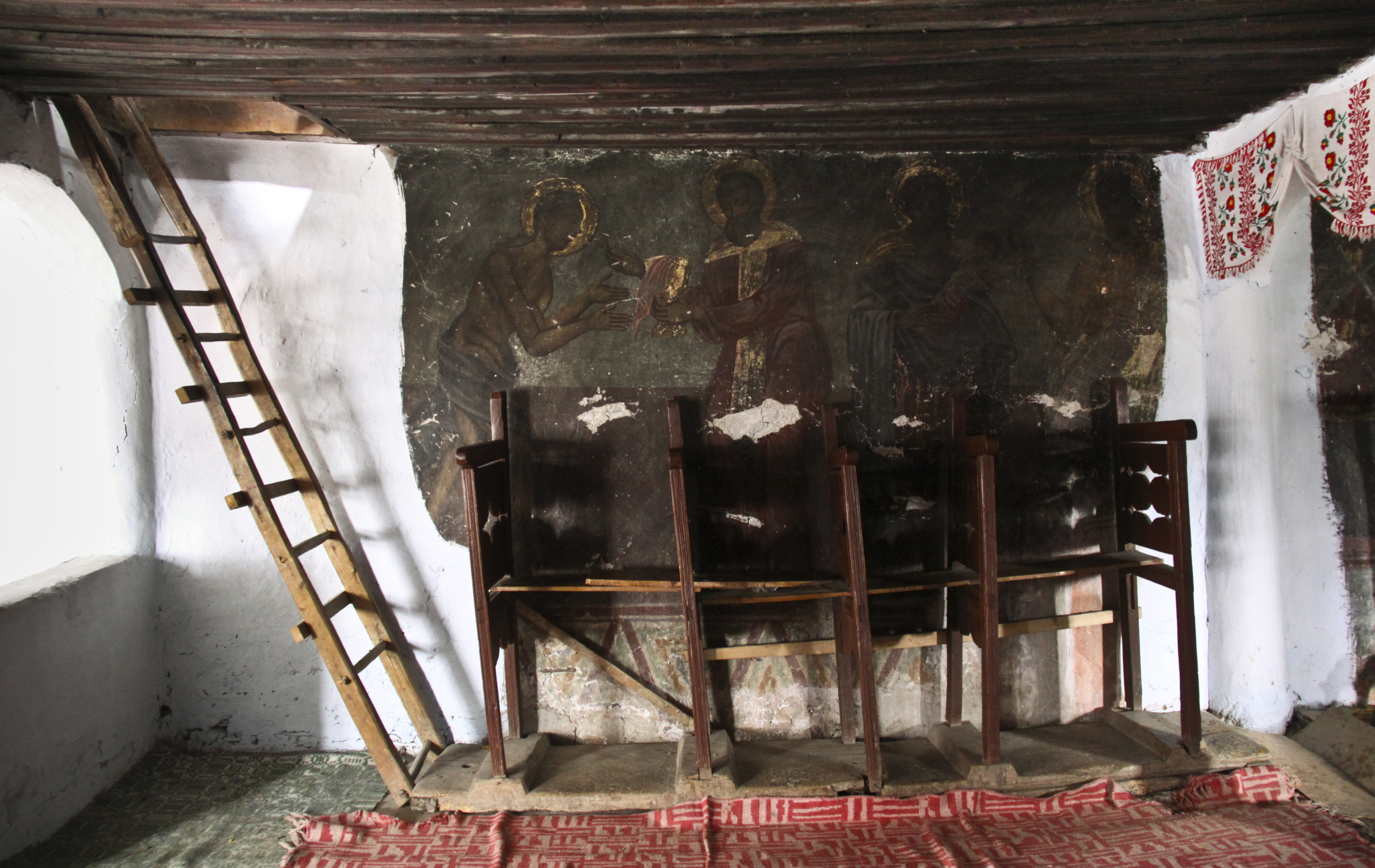
tinda veche, nord
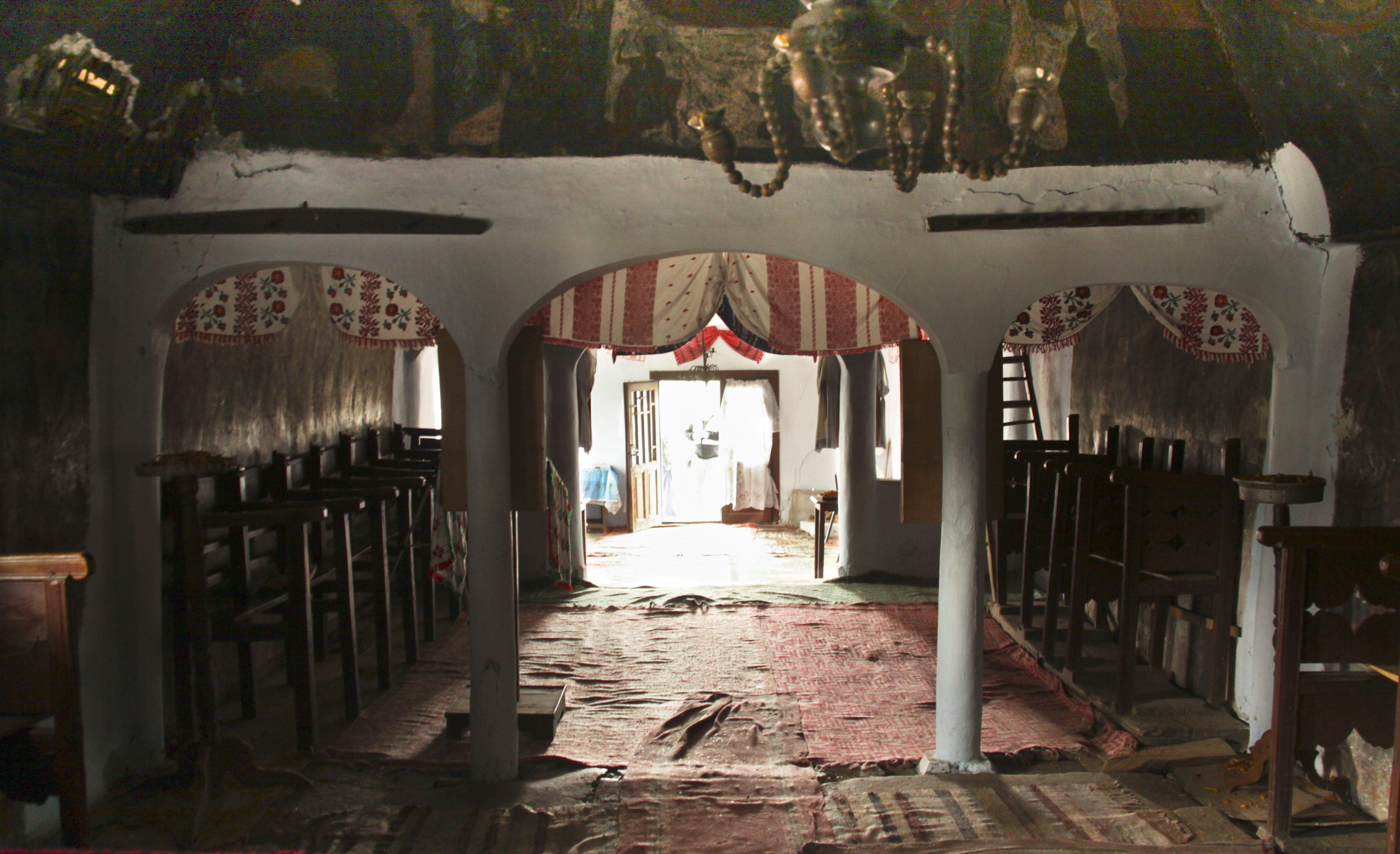
naos, vest
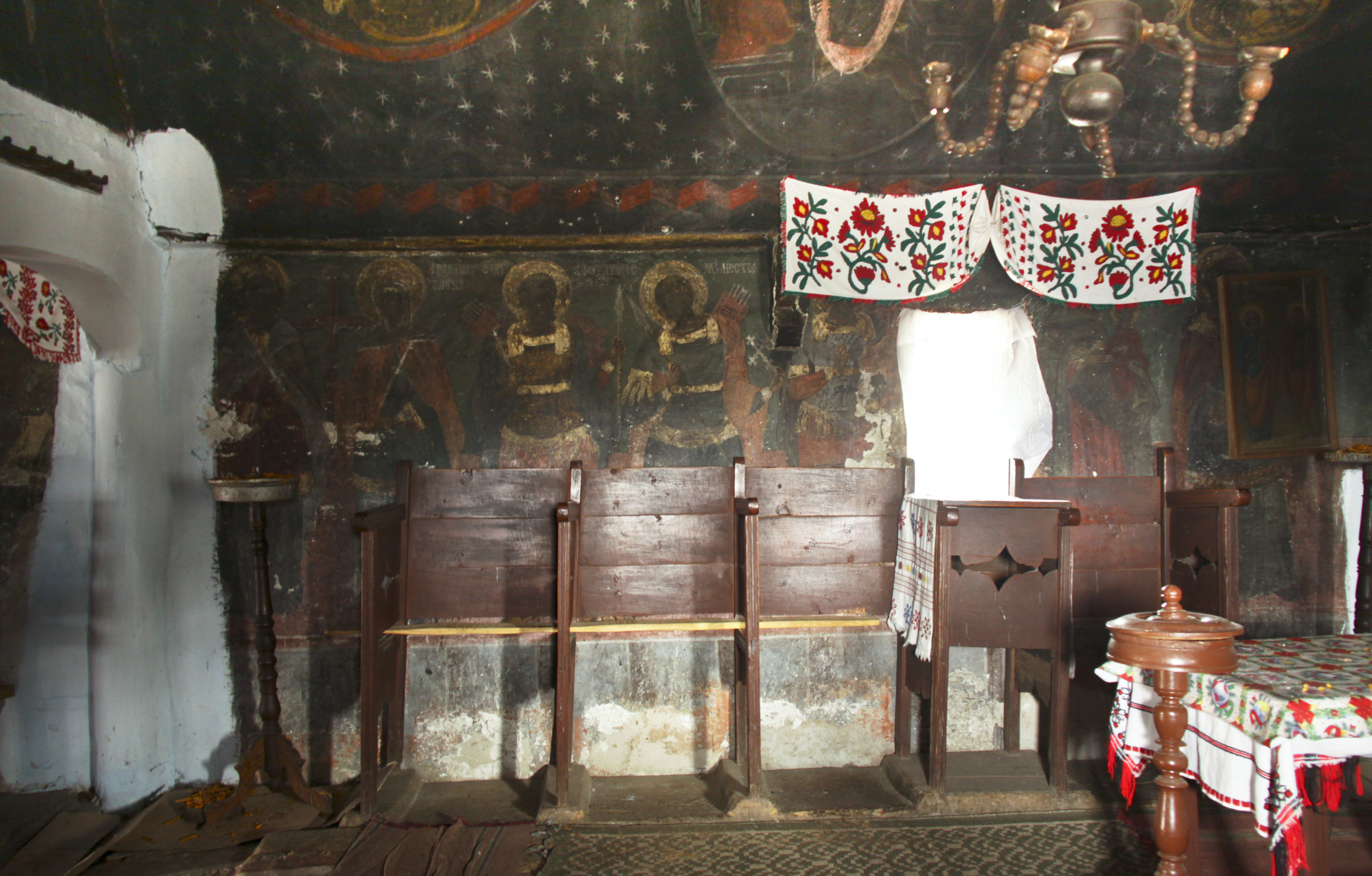
naos, nord
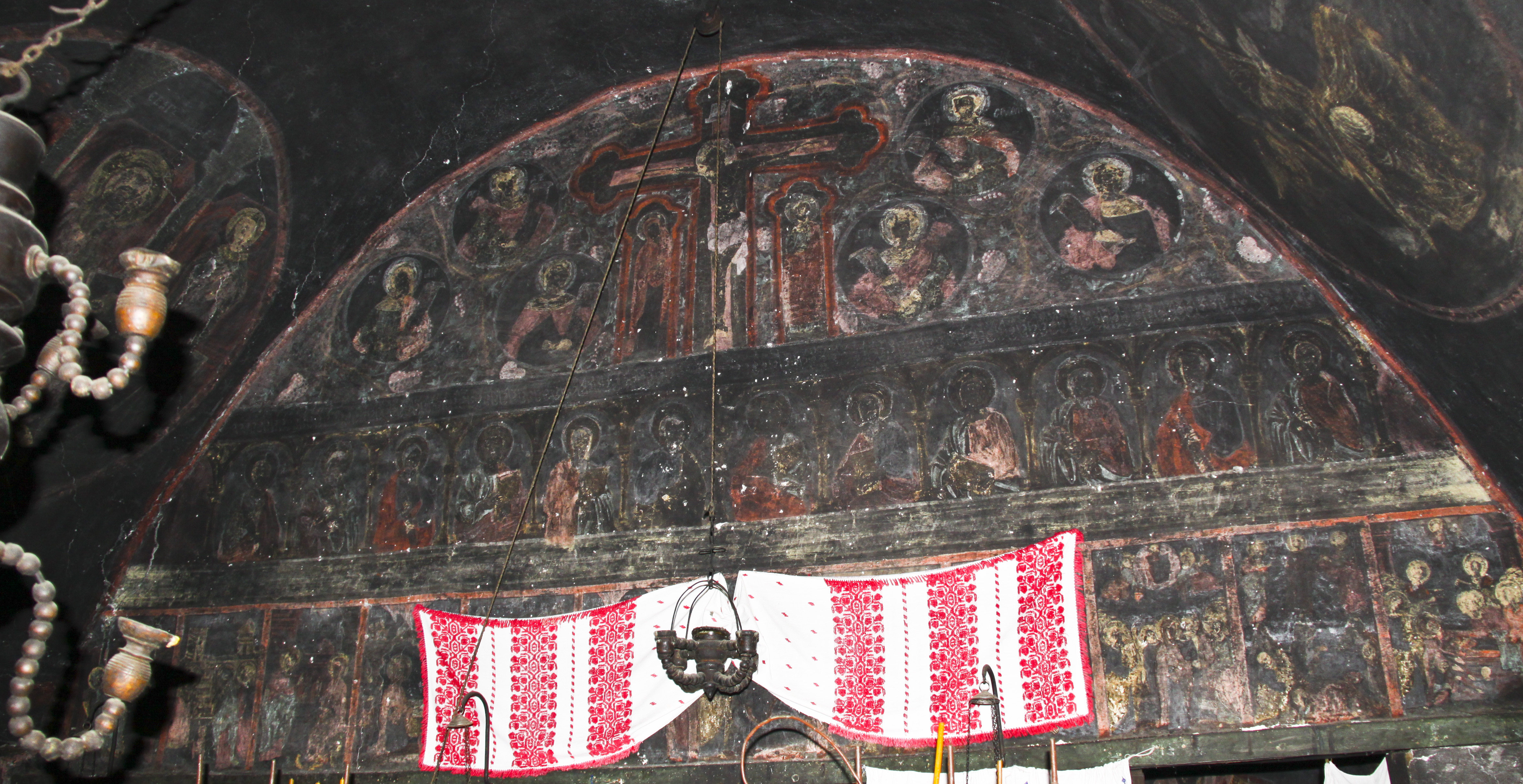
tâmpla iconostasului
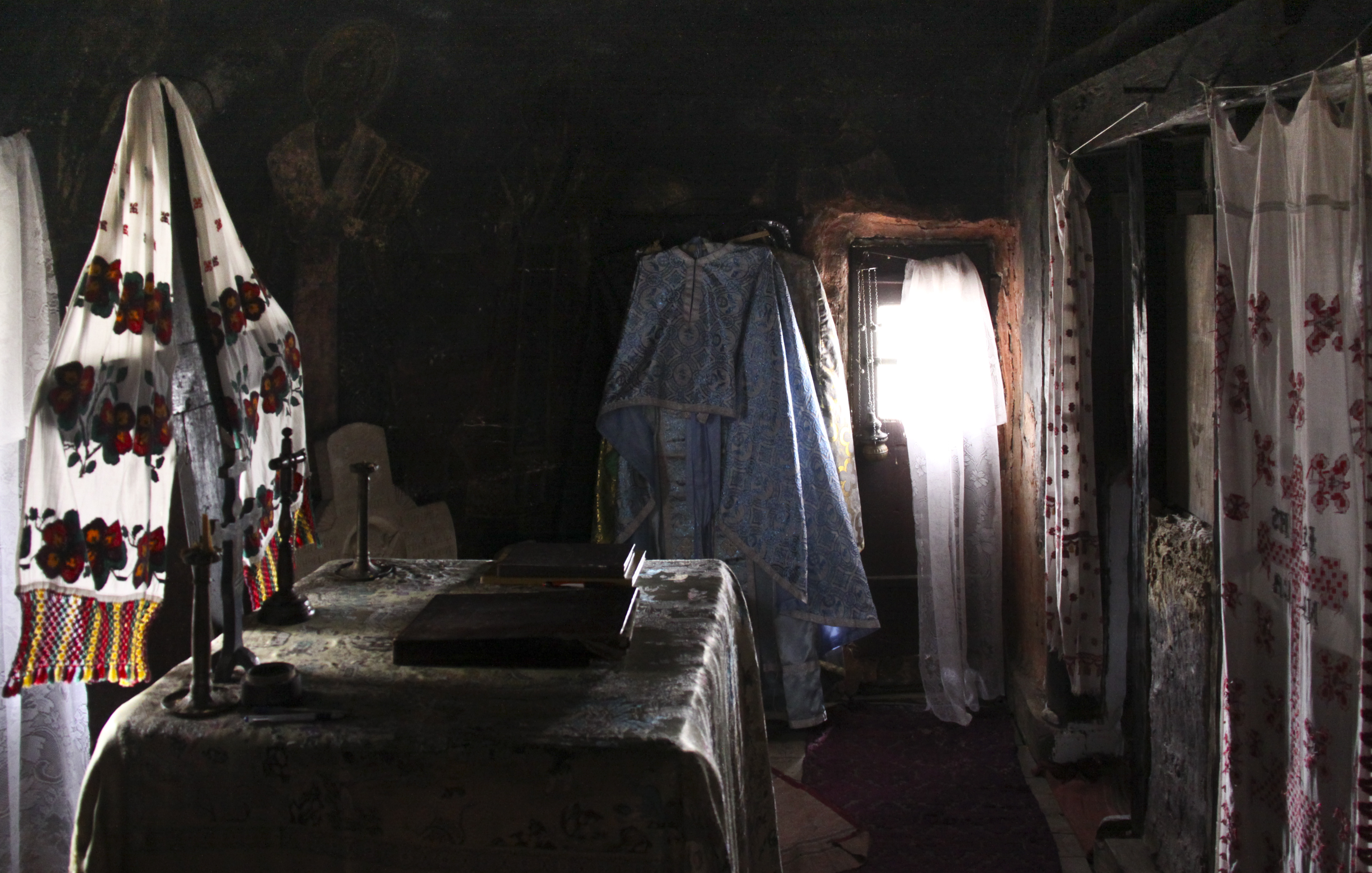
în altar
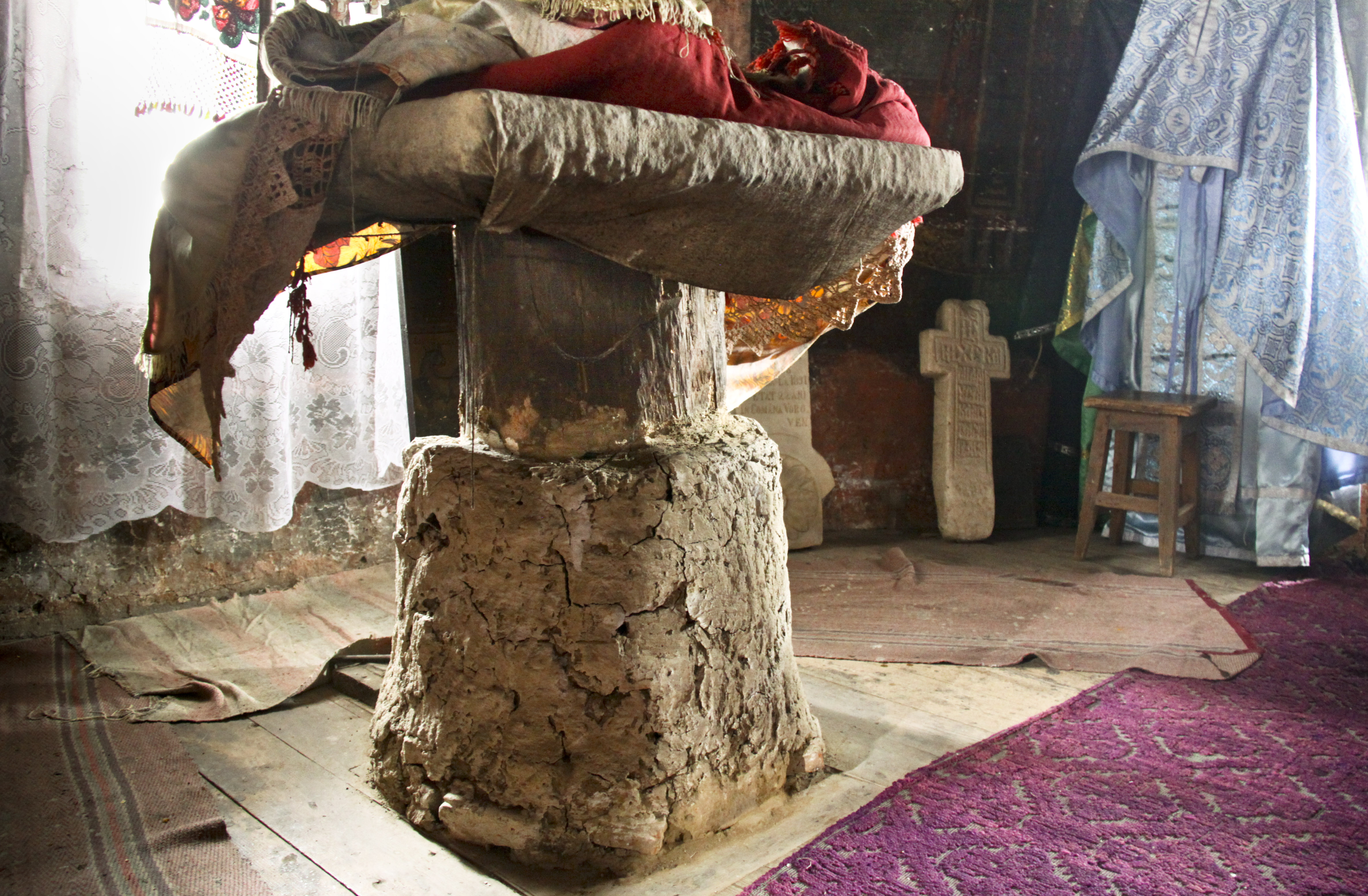
piciorul mesei
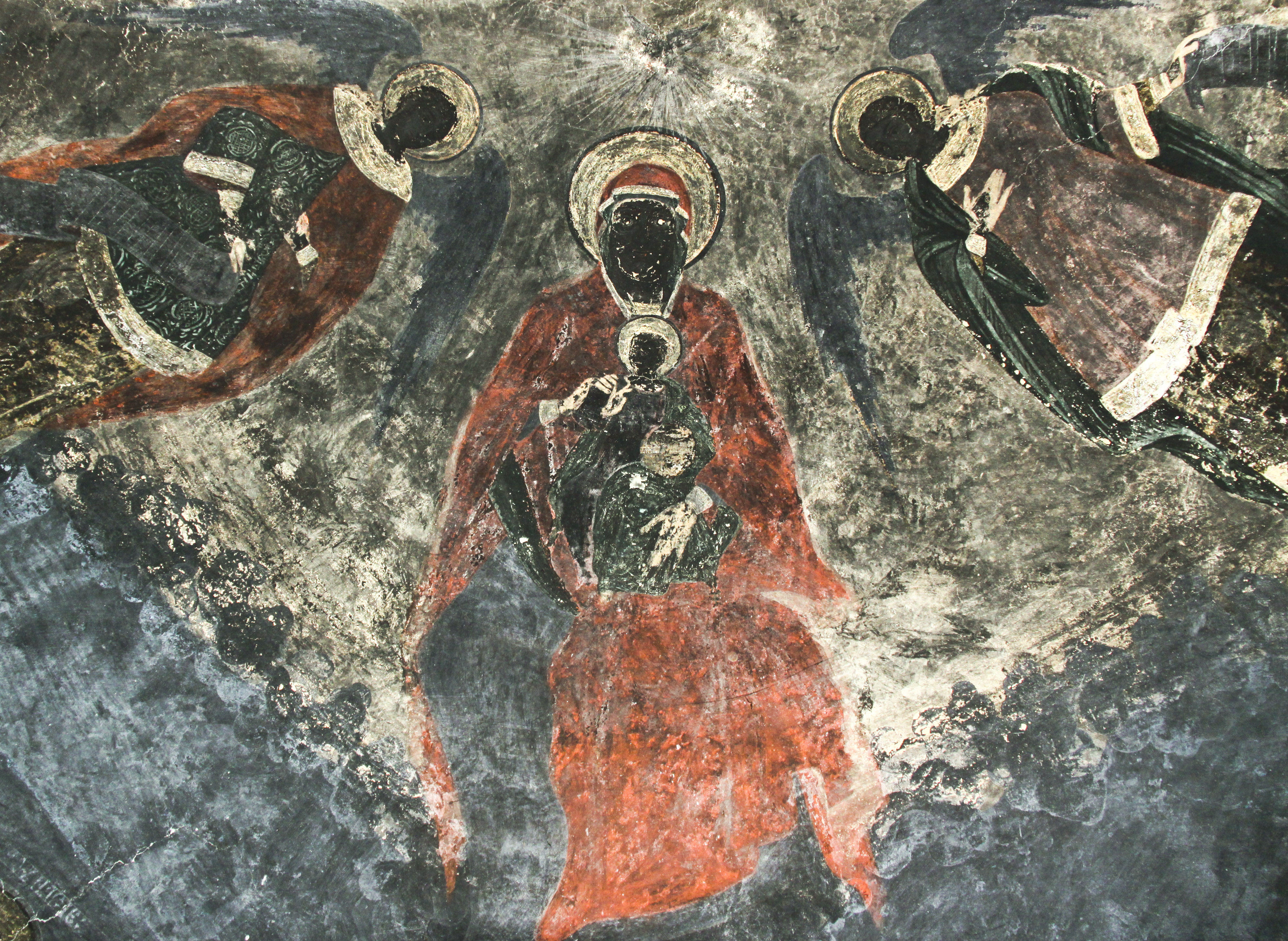
bolta altarului
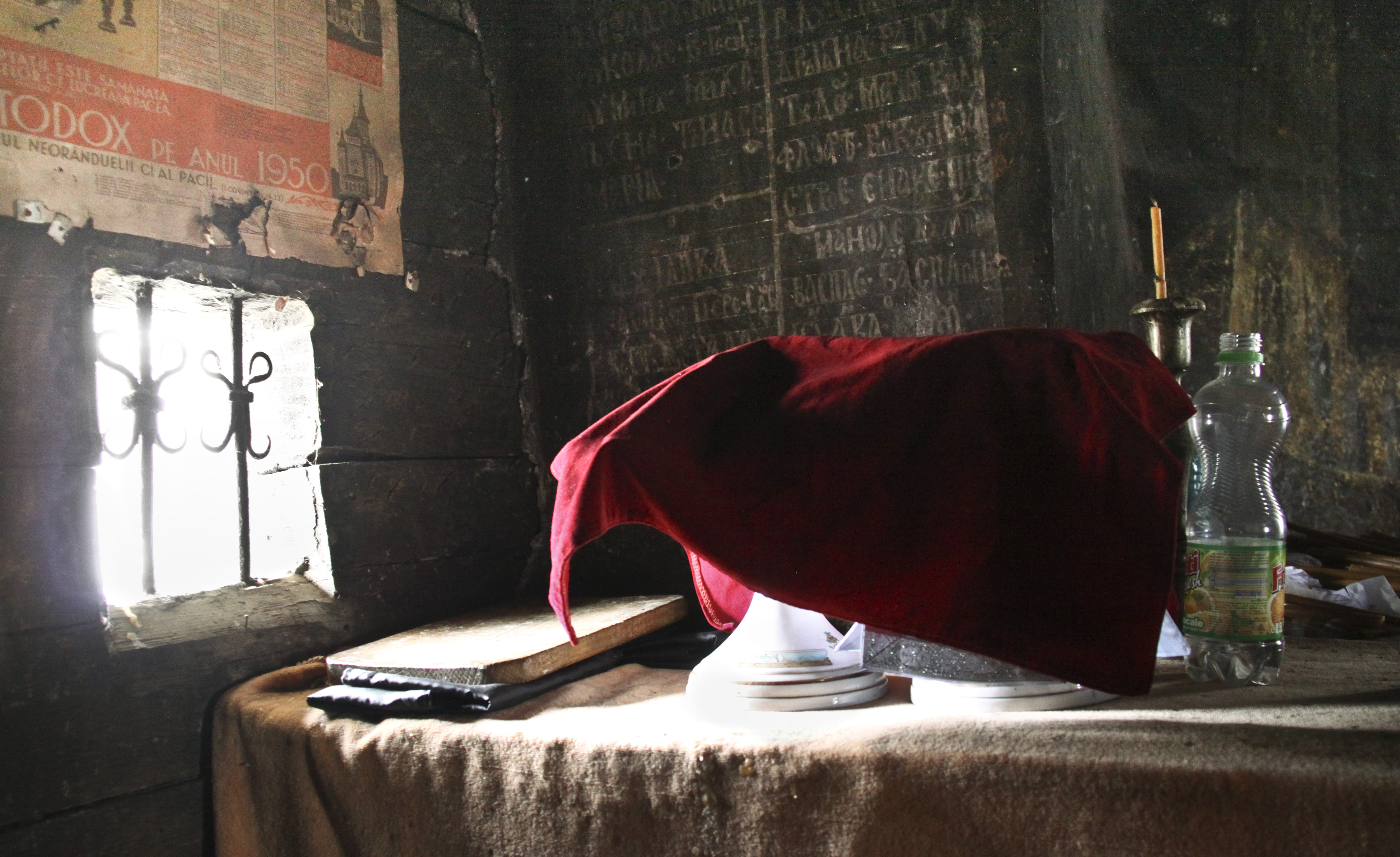
proscomidia
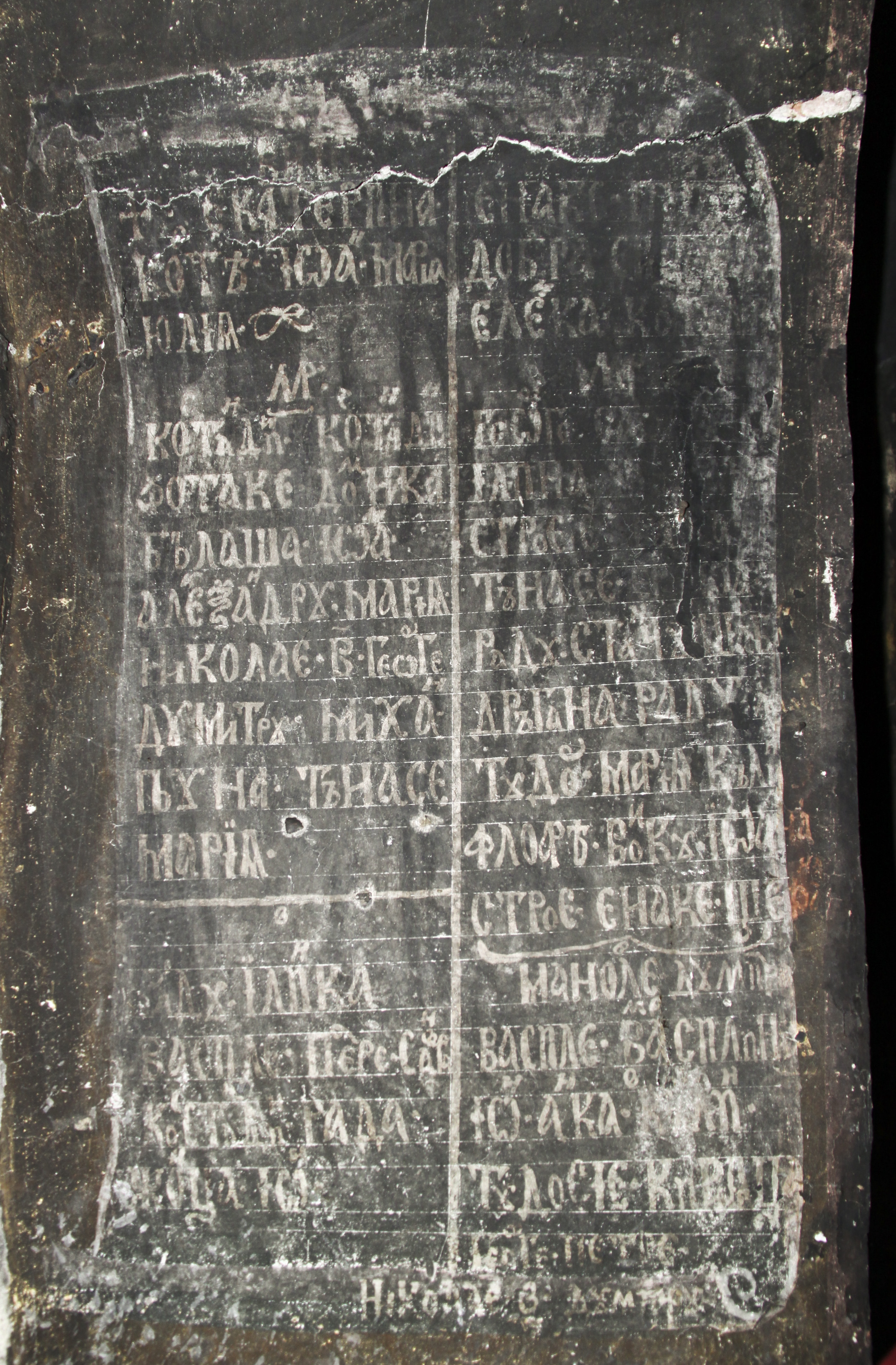
pomelnic
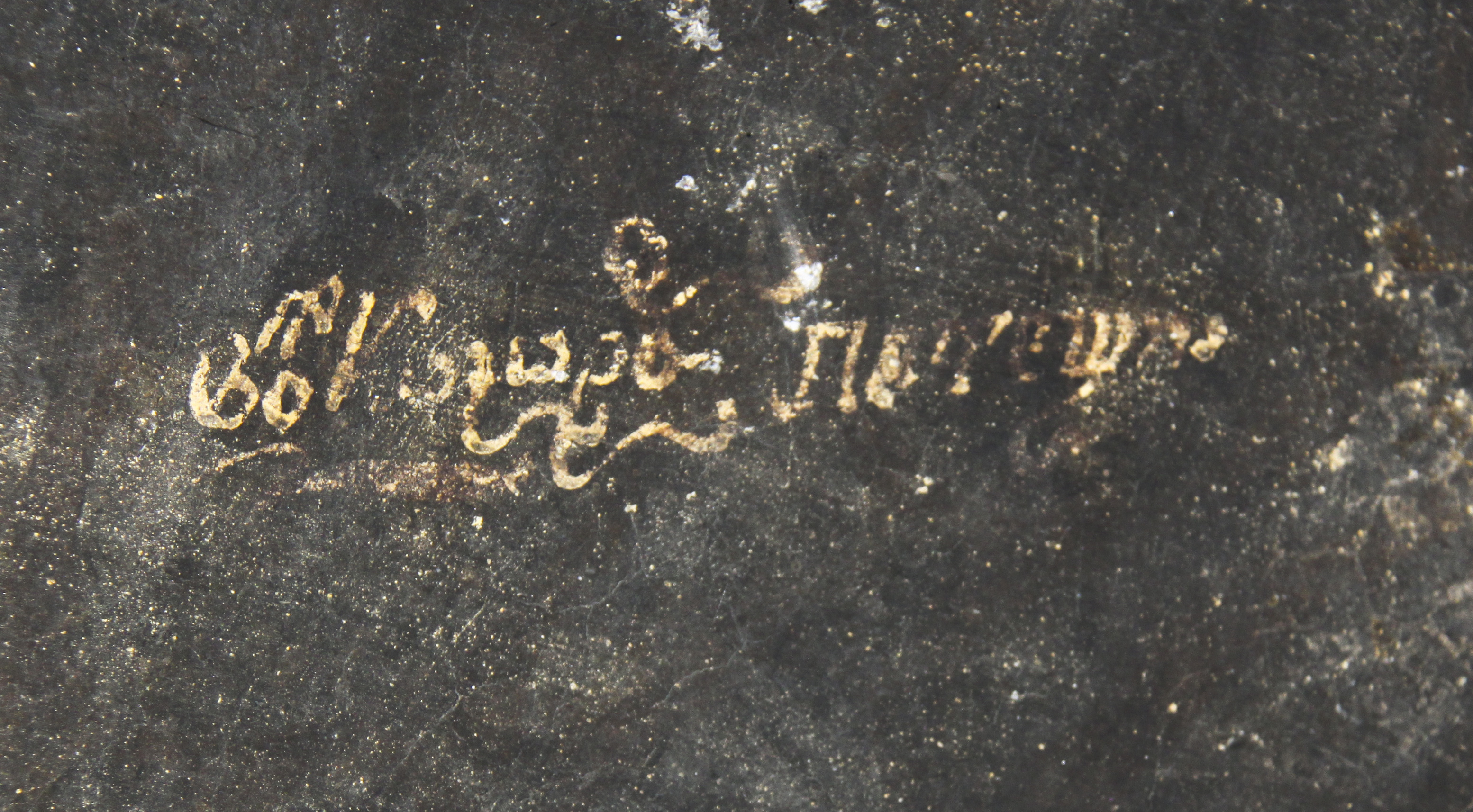
semnătura uzgravului
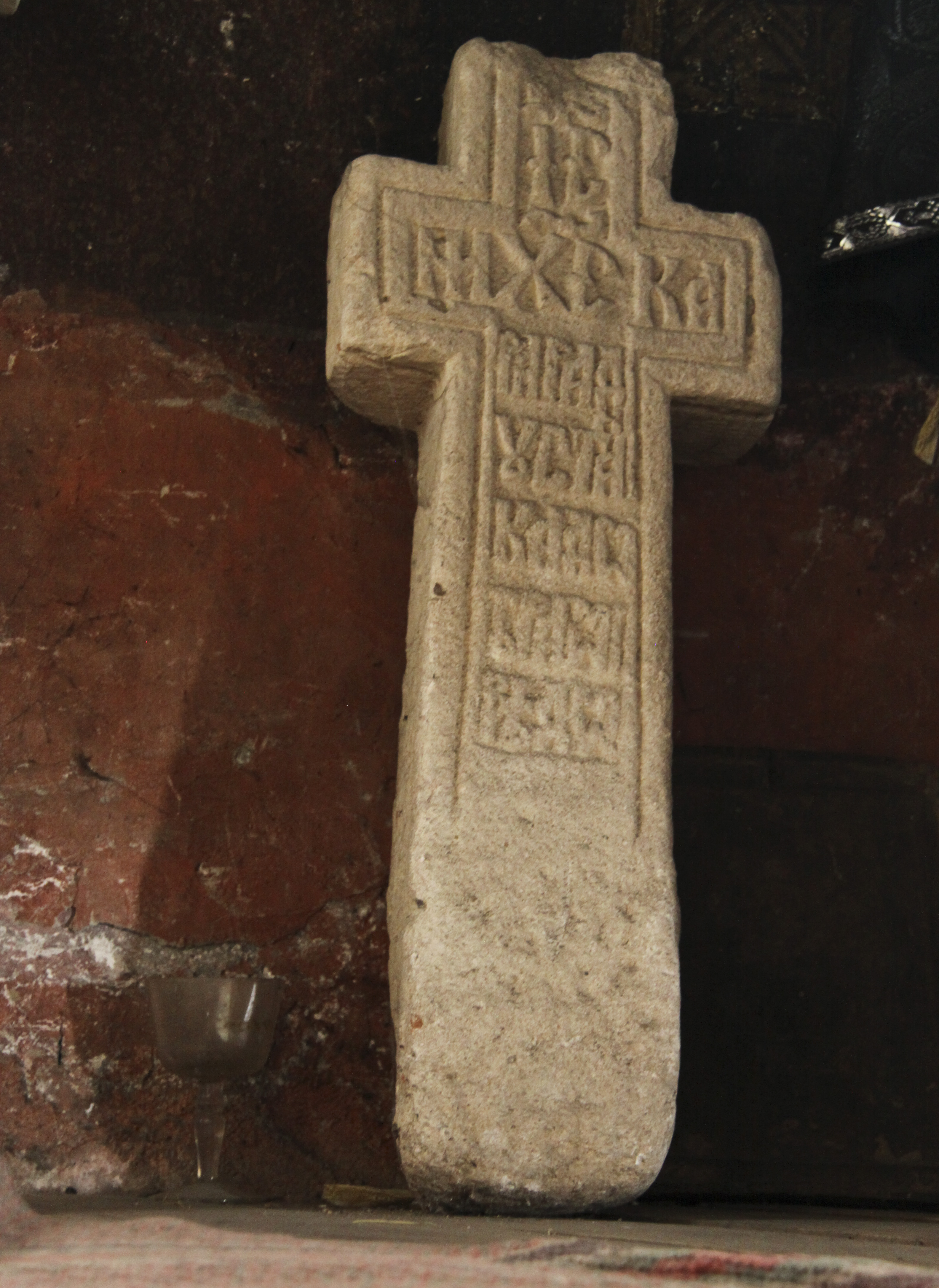
cruce de piatră
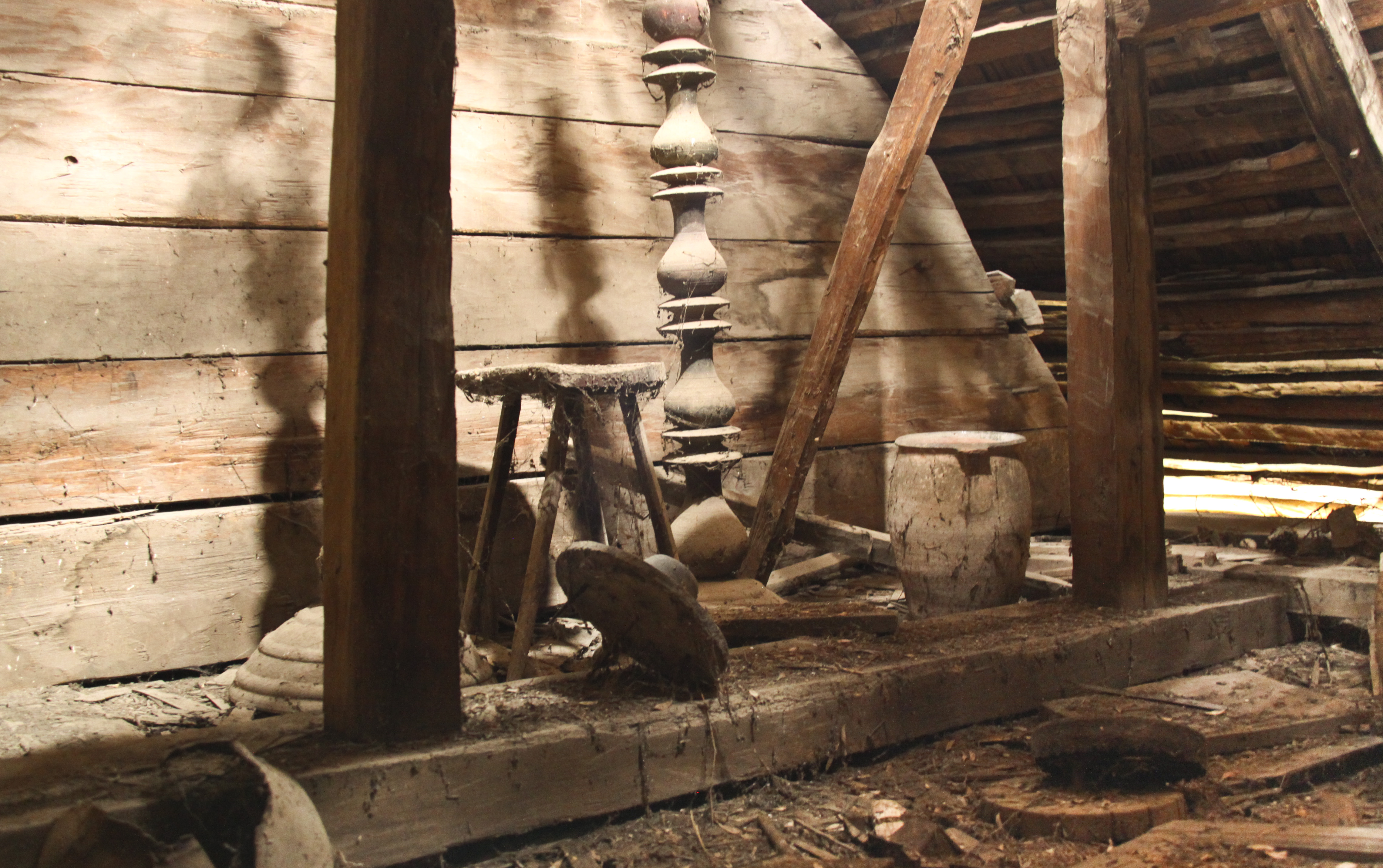
în pod